# República de Salé
A República de Salé, também conhecida como República do Bu Regregue, foi uma cidade-estado marítima independente entre 1627 e 1668 situada na foz do rio Bu Regregue, no que são atualmente as cidades de Rabate e Salé, no noroeste de Marrocos. O estado era governado por piratas e corsários, pelo que outro nome pelo qual é conhecida é República dos Piratas do Bu Regregue.
Na origem da república esteve a chegada a Salé de um grande número de mouriscos expulsos de Espanha por ordem de Filipe III, que estabeleceram na margem sul do rio uma comunidade de piratas, aproveitando as defesas naturais oferecidas pelo estuário do Bu Regregue, nomeadamente os baixios à entrada do porto. A comunidade prosperou fruto sobretudo de ataques navais e de raides, em muitas ocasiões levados a cabo nas costas de Portugal e Espanha, mas que muitas vezes se estenderam a outras regiões, chegando em alguns casos a locais tão distantes como a Cornualha ou até mesmo a Islândia e a América do Norte. No Reino Unido, os piratas de Salé ficaram conhecidos como Sale Rovers, Sallee Rovers ou ainda Sally Rovers, o que é testemunhado, por exemplo, nas aventuras de Robinson Crusoe, que foi cativo de piratas de Salé.
A república era constituída por três núcleos urbanos, cada um dominado por uma comunidade diferente: Salé, na margem norte do rio e dominada pela comunidade muçulmana autóctone, Rabate, e na margem sul, dominada pelos mouriscos andalusinos, e a fortaleza da Casbá dominada pelos hornacheros e onde se situava o divã. Ao longo da sua curta existência, o pequeno estado foi alvo de inúmeros conflitos e lutas de poder internas, motivados sobretudo pelo atrito e desconfiança mútua entre as três comunidades. Embora existisse um domínio claro dos hornacheros na gestão política da república, as comunidades mantinham um relativo grau de autonomia entre si, assinalado pelo facto de por vezes o pequeno estado ser referido como as Três Repúblicas do Bu Regregue. A área das pequenas repúblicas era 0,91 km² e estima-se que a população fosse de aproximadamente 20 000 pessoas (13 000 na margem esquerda, a sul, e 7 000 na margem direita, a norte).

## História

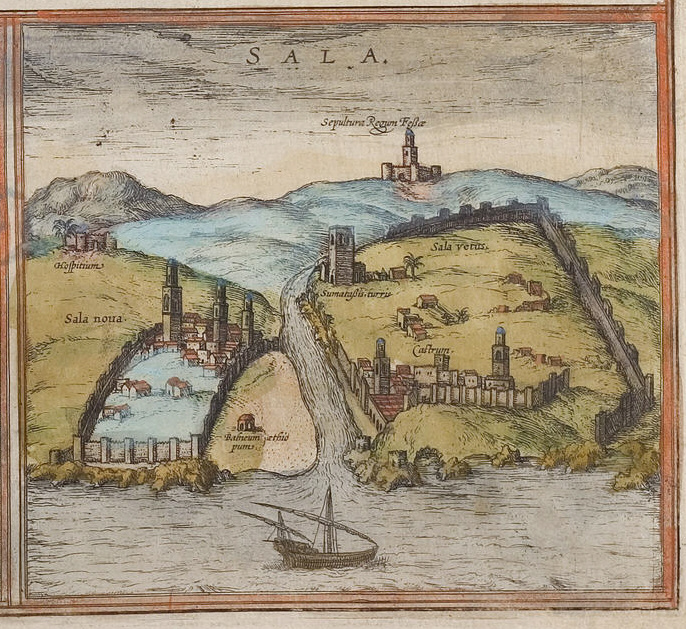
Território onde se viria a implantar a República de Salé, conforme levantamento de 1572 publicado no atlas Civitates Orbis Terrarum de Georg Braun. No lado esquerdo da gravura e que corresponde à margem norte do rio, encontra-se a cidade de Salé. Na margem sul vê-se em primeiro plano a Casbá, cercada pelas muralhas de Rabate, também chamada Nova Salé, mandadas edificar no século XII por Iacube Almançor

O termo genérico "República do Bu Regregue" designa usualmente um conjunto de territórios que incluem não apenas Salé ("Salé a Velha") na margem norte do Bu Regregue, mas também a Casbá e Rabate ("Salé a Nova") na margem sul. Estas duas últimas cidadelas só se desenvolveram significativamente durante o início do século XVII com a chegada de refugiados mouriscos provenientes de Hornachos (hornacheros), na Estremadura espanhola e, depois de 1610, com a chegada de mouriscos expulsos da Andaluzia. O termo "Salé" servia então para designar o conjunto formado pelas três cidadelas e era reconhecido pelas nações europeias como entidade política autónoma. Na almedina da atual Rabate ainda se encontra hoje a "Rua dos Cônsules", onde residiam os representantes diplomáticos ocidentais.

### O território até à Idade Moderna
Na margem sul do Bu Regregue existiu uma colónia fenícia. Séculos mais tarde, os romanos fundaram a cidade de Sala Colonia, mencionada por Ptolemeu como Sala, no local onde atualmente se encontra a estação arqueológica de Chellah, nos subúrbios de Rabate. Depois da queda do Império Romano do Ocidente, a cidade foi tomada por tribos nativas berberes.

#### Califado Almóada
O povoado encontrava-se já em grande decadência quando o líder almóada Abde Almumine (r. 1128–1163) mandou construir na mesma margem, mais perto da foz, uma arrábita (ribat; fortaleza) — a Casbá dos Udaias, então chamado Rabate de Salé e posteriormente Rabat el-Fatá ("Campo ou Cidadela da Vitória"). O neto de Almumine, Iacube Almançor (r. 1184–1199) quis fazer do local em volta da cidadela uma grande cidade como "prova do seu poder e da sua fé". Para tal mandou erguer extensas muralhas que rodeavam uma grande área, cujo canto noroeste era ocupado pela antiga casbá. No interior das muralhas mandou construir a grande Mesquita Haçane, que pretendia que fosse a maior do mundo. O futuro não correspondeu às expetativas de Almançor — da grande mesquita só foi terminado o imponente minarete, a atual Torre Haçane — e o local pouco se desenvolveu para além de um acampamento militar onde ocasionalmente se concentravam tropas reunidas à guerra santa (jiade), ficando o interior das muralhas praticamente vazio.

#### Merínidas

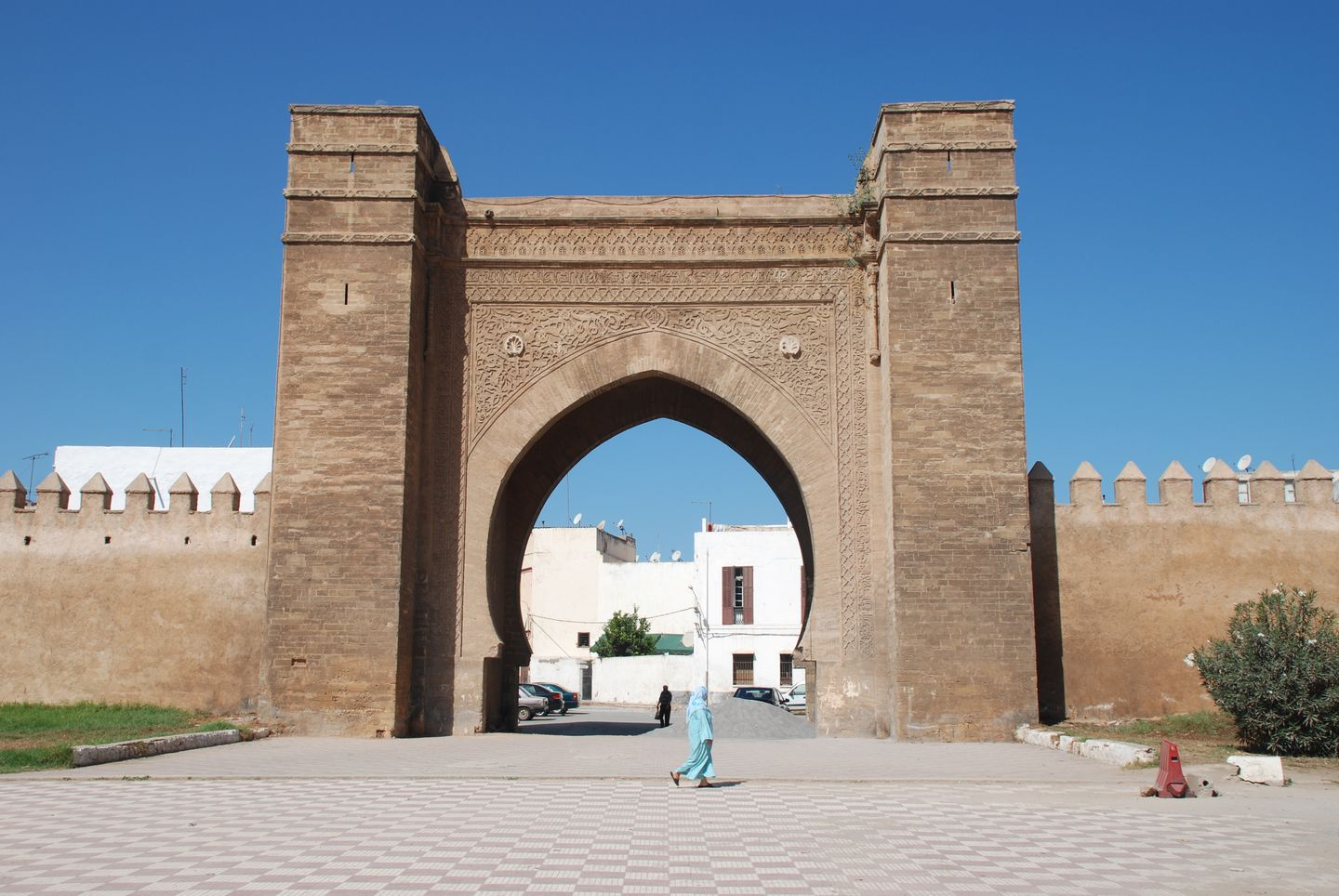
A Bab el Mrisa (Porta do Portinho), atualmente também chamada Porta da Mellah (Porta da Judiaria), em Salé a Velha

Ao contrário de Rabate na margem sul, Salé prosperou sob os merínidas, a dinastia reinante em Marrocos entre os séculos XIII e XV. Segundo o militar e historiador espanhol do século XVI Luis del Mármol Carvajal (1520–1600), desde o século XII que era o porto mais opulento do Reino de Fez, onde acorriam mercadores das repúblicas marítimas italianas para vender tecidos e bens manufaturados e a comprar lã, peles, tecidos, tapetes, marfim, além de mel e cera de Mequinez. A grande prosperidade de Salé provocou a cobiça e levou a que a posse da cidade fosse disputada entre cristãos e muçulmanos. Em 1260, após um cerco de 14 dias, a cidade foi tomada e saqueada por forças castelhanas, que raptaram as mulheres. Após a retirada dos castelhanos, o sultão merínida Abu Iúçufe dirigiu pessoalmente os trabalhos de reconstrução da muralha para fechar a brecha por onde os espanhóis entraram na cidade. Mandou também construir um arsenal ao qual se acedia pela porta monumental da parte oriental da muralha, a Bab el Mrisa (Porta do Portinho), que atualmente também é conhecida como Porta da Mellah (Porta da Judiaria). A Babel Mrisa foi um símbolo da guerra santa merínida. Da cidade profanada partiram vários navios que lançaram ataques às costas espanholas como represália do saque de 1260. Ibne Caldune relata que em 1279, Abu Iacube Iúçufe Anácer, filho de Abu Iúçufe, reuniu uma frota para atacar Algeciras, para a qual Salé, juntamente com Anfa, contribuiu com 15 navios. Em 1285, navios de Rabate e Salé integraram outra expedição com 36 navios.
As relações comerciais com a Europa estavam limitadas pela situação do porto, muito afastado a sul das principais rotas comerciais da época, só se vindo a intensificar a partir do século XIV. O comércio legal não impedia, contudo, que a atividade do corso continuasse — segundo Mármol Carvajal: «Salé continua a equipar fustas para assaltar as costas cristãs […] mas essas fustas voltam para passarem o inverno no porto cuja entrada é bastante difícil.» Em todo o caso, até ao início do século XVII Salé não era considerada excepcionalmente perigosa. O padre trinitário Pierre Dan relata que a cidade tinha «alguns barcos pequenos» envolvidos no corso, que eram «tão insignificantes que nem valia a pena falar disso». No entanto, as costas marroquinas eram já frequentadas por piratas de diversas nacionalidades. El-Mamora (atualmente Mehdia), na foz do Cebu, 20 milhas a norte de Salé, era um reduto de piratas particularmente ativo onde havia mais cristãos que muçulmanos.
Segundo as tradições locais, antigamente o mar chegava ao interior de Salé. Embora não haja dúvidas de que na Idade Média a topografia do porto de Salé era consideravelmente diferente do que é hoje e que as características da Bab el Mrisa apontem para que fosse uma "porta marítima" e não uma porta terrestre, dificilmente o mar ou o rio chegavam às muralhas. Em vez disso, supõe-se que teria existido um canal até ao arsenal construído no século XIII. O assoreamento natural da foz afastou o leito do rio da cidade, a ponto de permitir que no século XVIII tivesse sido instalada a mellah no local do antigo arsenal.

### Final doséculo XVI-1627: A imigração mourisca

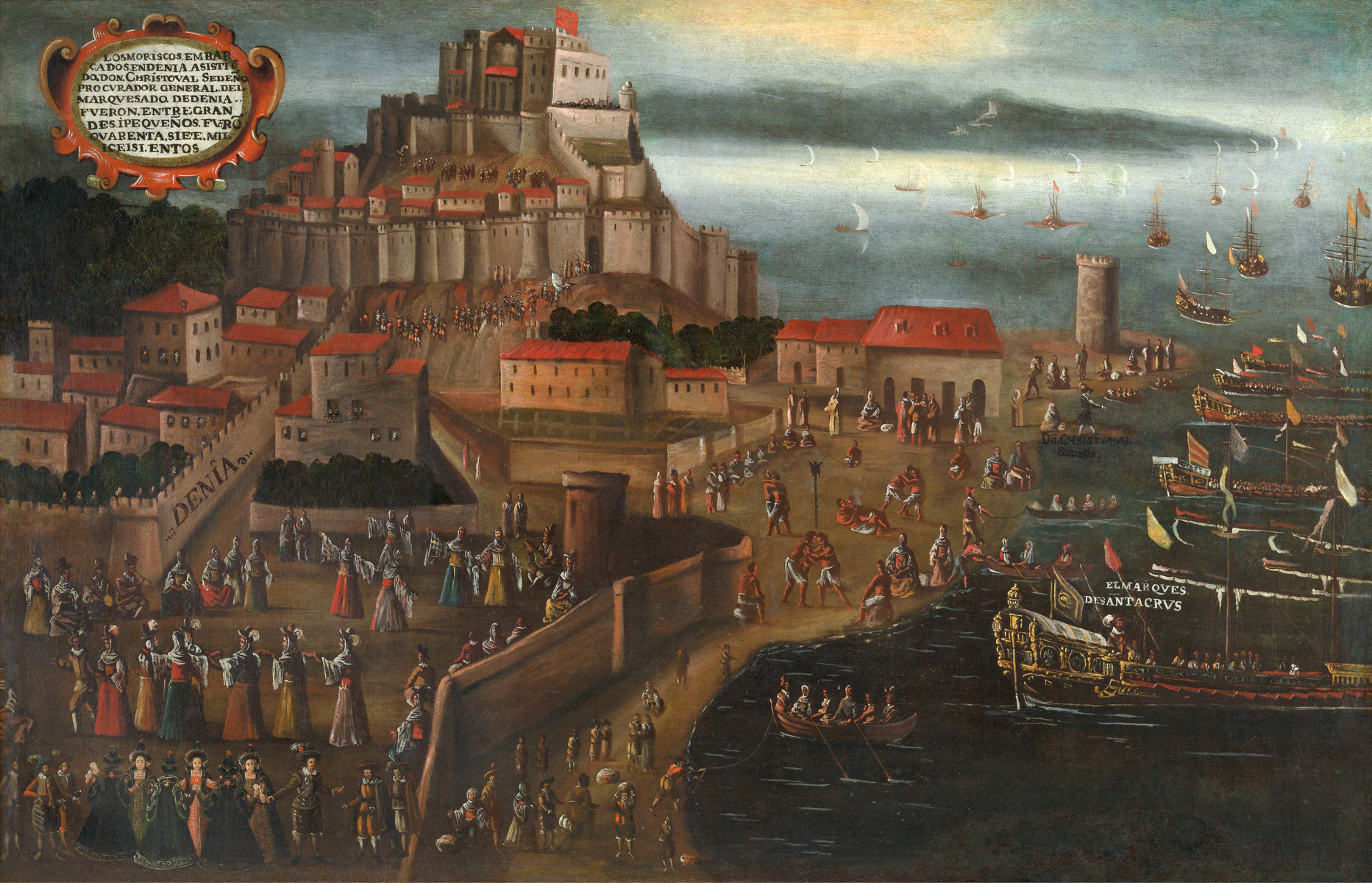
Expulsão dos mouriscos no porto de Dénia, após a publicação em Abril de 1609 do decreto de, que forçou o êxodo da população mourisca da Península Ibérica para o norte de África

No início do século XVII, Salé, na margem norte, era habitada sobretudo por muçulmanos muito devotos, dum fanatismo intransigente e hostis perante os cristãos. Embora vivesse num estado de independência relativa em relação ao sultão e o comércio fosse próspero, a cidade estava submetida à influência de marabutos (místicos e/ou líderes religiosos). Germain Moüette relata que «é nesse lugar que estão os mais ricos mercadores judeus e mouros».
Por sua vez, a cidade fundada por Iacube Almançor na margem esquerda estava, segundo o padre Dan, «em estado lastimoso, muito pouco povoada por árabes e mouros». No interior das muralhas pouco mais havia do que hortas, pomares e campos de trigo «onde se podia semear cereal para alimentar quinze centenas de pessoas». O grande ribat de Abde Almumine, «tão grande como uma pequena cidade», albergava uma pequena guarnição xerifiana e um "governador" sem autoridade nem prestígio, pois era o marabuto saletino Cide Maomé Alaiaxi, que «fazia brilhar a sua feliz estrela no céu saletino» e exercia uma influência preponderante em toda a região, geralmente oposta ao poder do sultão.
Após a morte de Mulei Almançor em 1603, o império saadiano caiu num estado de anarquia e guerra civil, principalmente entre os os dois filhos de Almançor, Abu Faris Abedalá e Mei Zidane, mas em que também intervieram grandes senhores da guerra e líderes religiosos, entre eles, Alaiaxi e ibn Abu Mahalli.

#### Hornacherose Andaluzes
Os primeiros mouriscos a instalarem-se na região, os hornacheros, chegaram ainda no século XVI, durante o reinado de Abedal Maleque (r. 1576–1578). Este sultão saadiano, que nas palavras do padre Pierre Dan acolhia os cristãos nas suas terras «com uma maravilhosa benignidade», «tendo-se apiedado desses miseráveis, fosse por causa da religião maometana fosse porque acreditava que eram úteis no seu reino, para com eles aprender as artes e ofícios, autorizou-os a que se acostumassem em Salé com as mesmas graças e privilégios que costumavam desfrutar os naturais do país.»

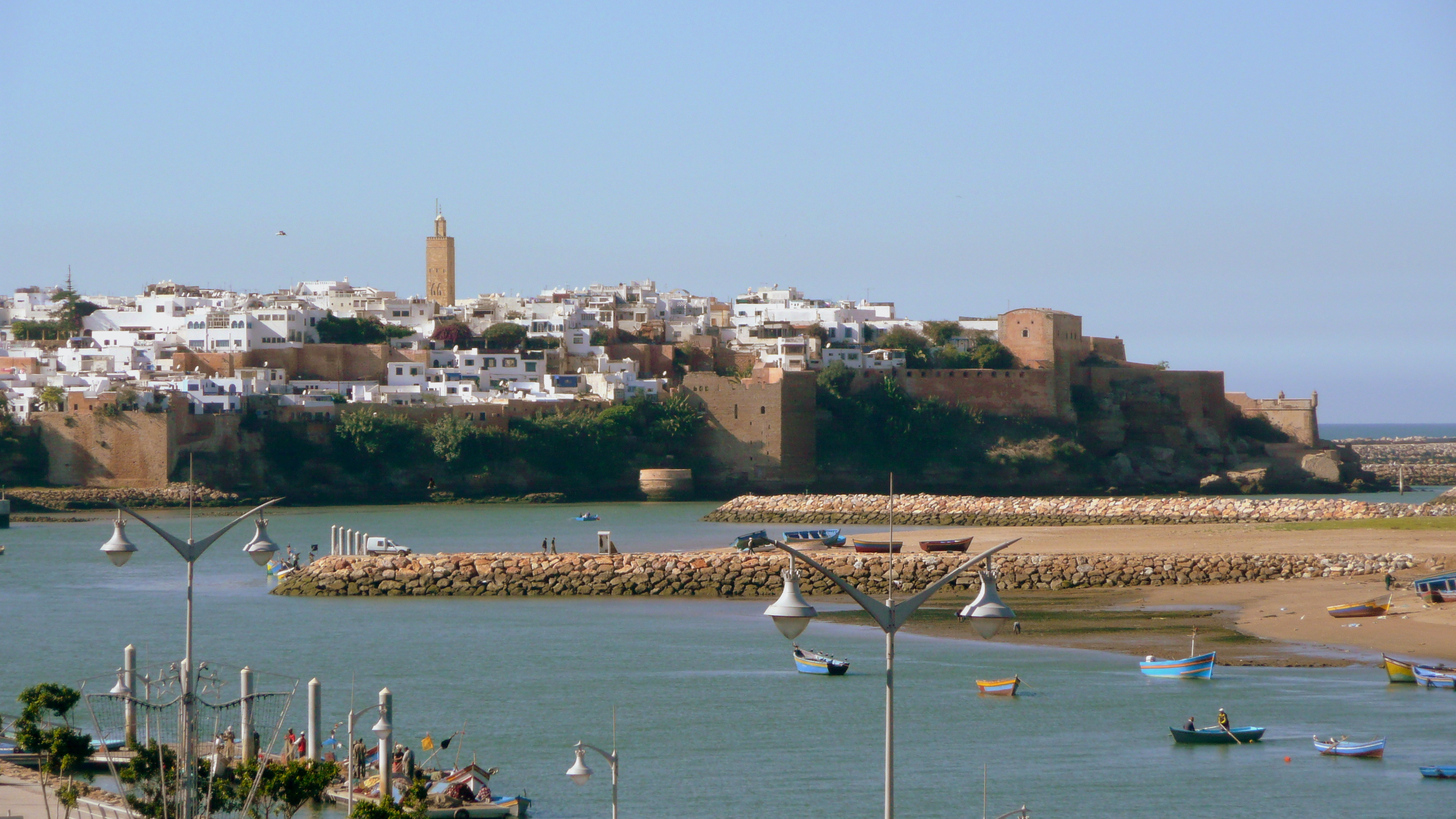
A almedina de Rabate e a Casbá dos Udaias (à direita), vista desde Salé a Nova; em primeiro plano: foz do Bu Regregue; o minarete à esquerda é a Torre Haçane, construída pelo Califado Almóada no século XIII

Os recém-chegados instalaram-se na margem esquerda do Bu Regregue, no antigo ribat de Abde Almumine, em redor da casbá que ainda existia. Esperavam encontrar-se aí mais seguros, no interior das muralhas do antigo campo militar, do que entre os eruditos religiosos e os burgueses pacíficos de Salé. Repararam as casas menos arruinadas onde se instalaram com as suas famílias. Empreenderam também o restauro das muralhas, reparando-as e dotando-as de frestas para canhões. Segundo outras fontes, as obras nas muralhas só foram levadas a cabo em 1608, por ordem do sultão Mulei Zidane, que organizou os hornacheros em milícias, e formou com eles uma guarnição na casbá, sob a autoridade simbólica dum caide (governador) xerifiano. Para o historiador marroquino al-Qadiri (1712–1773), a organização de milícias não passou dum plano dos sultões, que pensaram usá-las contra os dissidentes que se opunham.
Tendo em vista reforçar a sua presença e poder, e de «ter gentes nas quais eles pudessem confiar», em 1610 os hornacheros fazem vir para junto de si milhares de outros mouriscos andaluzes vítimas dos decretos de expulsão, que se instalam nas vizinhanças da casbá e do bairro então escassamente habitado na margem sul do rio, onde se encontra atualmente a almedina de Rabate.
Contrariamente aos seus predecessores, os andaluzes eram falantes nativos de castelhano, muitos não falando sequer árabe, e entre eles havia alguns cristãos, antigos muçulmanos batizados à força. Apesar destes rapidamente terem abraçado de novo o Islão, tanto a sua fé como a dos seus conterrâneos hornaceheros inspirava muito pouca confiança aos devotos de Salé, que com desprezo chamavam a todos "cristãos de Castela". Os próprios hornacheros olhavam também para os novos imigrantes com alguma desconfiança.
Constituiu-se assim uma espécie de colónia estrangeira na margem esquerda do Bu Regregue, que apesar das profundas diferenças entre as duas comunidades de imigrantes, estava unida por hábitos comuns de origem espanhola e pelo desdém pelas gentes locais. Zelosos da sua independência, tanto hornacheros como andaluzes foram muito lentos a misturar-se com os marroquinos. Os mouros vindos de Espanha, cujo número se desconhece, mas que se estima em quatro ou cinco mil, fazem reviver a velha cidade de Iacube Almançor, Rbat el-Fatah, que passa a ser conhecida como Sla el-Djedid (Salé a Nova), por oposição à cidade do outro lado do rio, Sla el-Bali (Salé a Velha).

#### Economia de corso

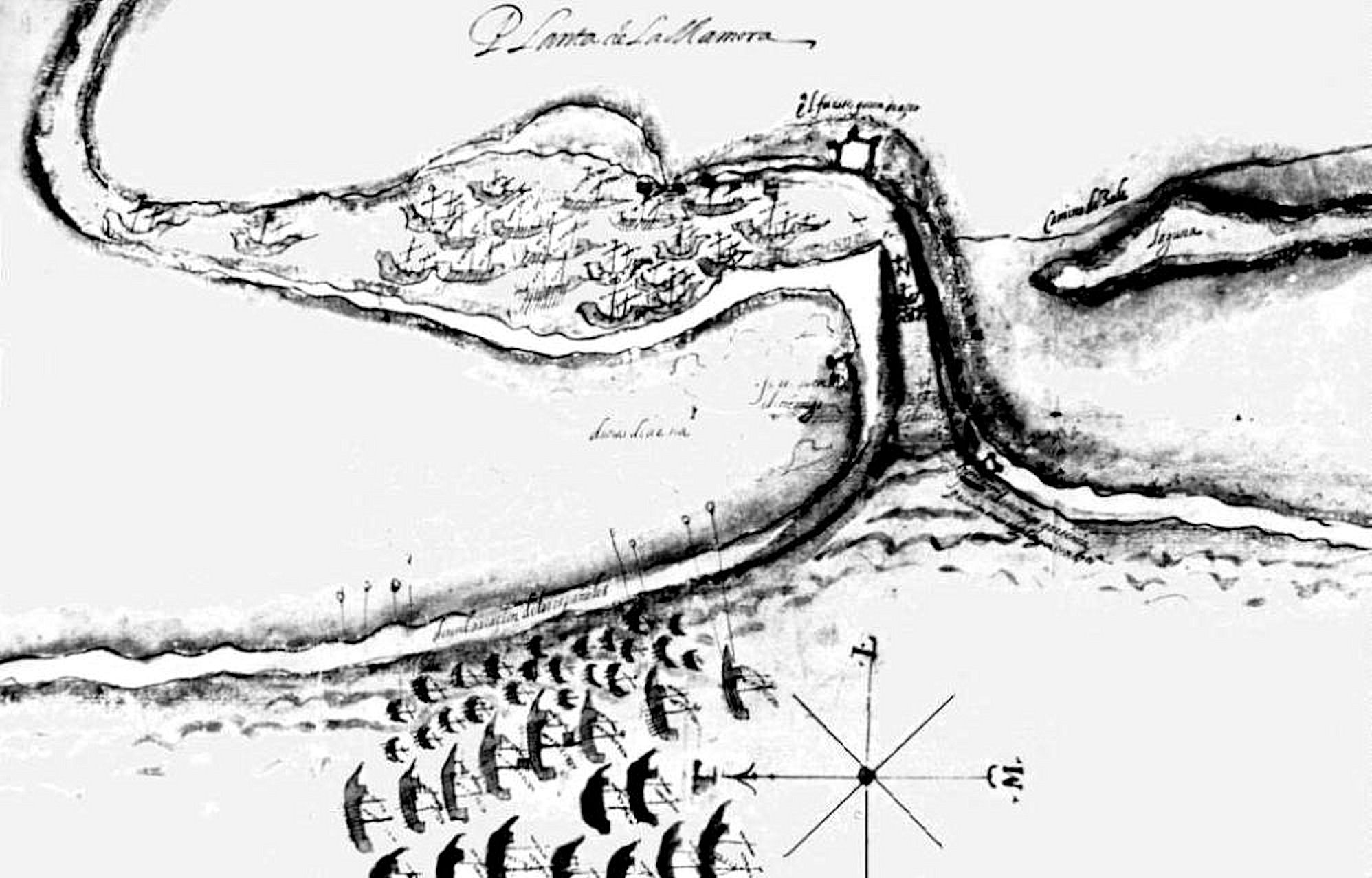
Planta da praça-forte espanhola de La Mamora em 1621

A conquista de Mamora em 1614 pelos espanhóis provocou a fuga para o Bu Regregue de piratas experientes de todas as nacionalidades que aí tinham a sua base. Estes foram acolhidos calorosamente pelos "seus irmãos" andaluzes e instalam-se com estes ao pé da casbá aceitando de bom grado a hegemonia dos hornacheros. A riqueza e o espírito empreendedor destes, aliado ao desejo de vingança e bravura dos andaluzes, ao emprego judicioso de renegados estrangeiros, ao uso impiedoso de escravos cristãos para os trabalhos mais duros, como o de remador de galés, e o emprego dos autóctones como homens de armas, esteve na origem do êxito da atividade de pirataria com base em Salé a Nova.
Em 1619 o corsário holandês Jan Janszoon (também conhecido como Murad Reis) é nomeado almirante da frota pirata. O desenvolvimento financeiro de Salé a Nova deveu-se em grande parte à astúcia e coragem de Janszoon. Os bens apresados — ouro, prata, especiarias, tecidos, escravos e muitas outras mercadorias valiosas — eram trazidos para a cidade pelos piratas depois de assaltarem os navios mercantes e as cidades europeias. Estima-se que entre 1618 e 1626 os piratas do Bu Regregue tenham pilhado 15 milhões de libras de mercadorias e escravizado 6 000 pessoas, o que equivale atualmente a bastante mais de 3 000 milhões * de euros ou 7,5 bilhões * de reais.

### 1627-1668: A república independente

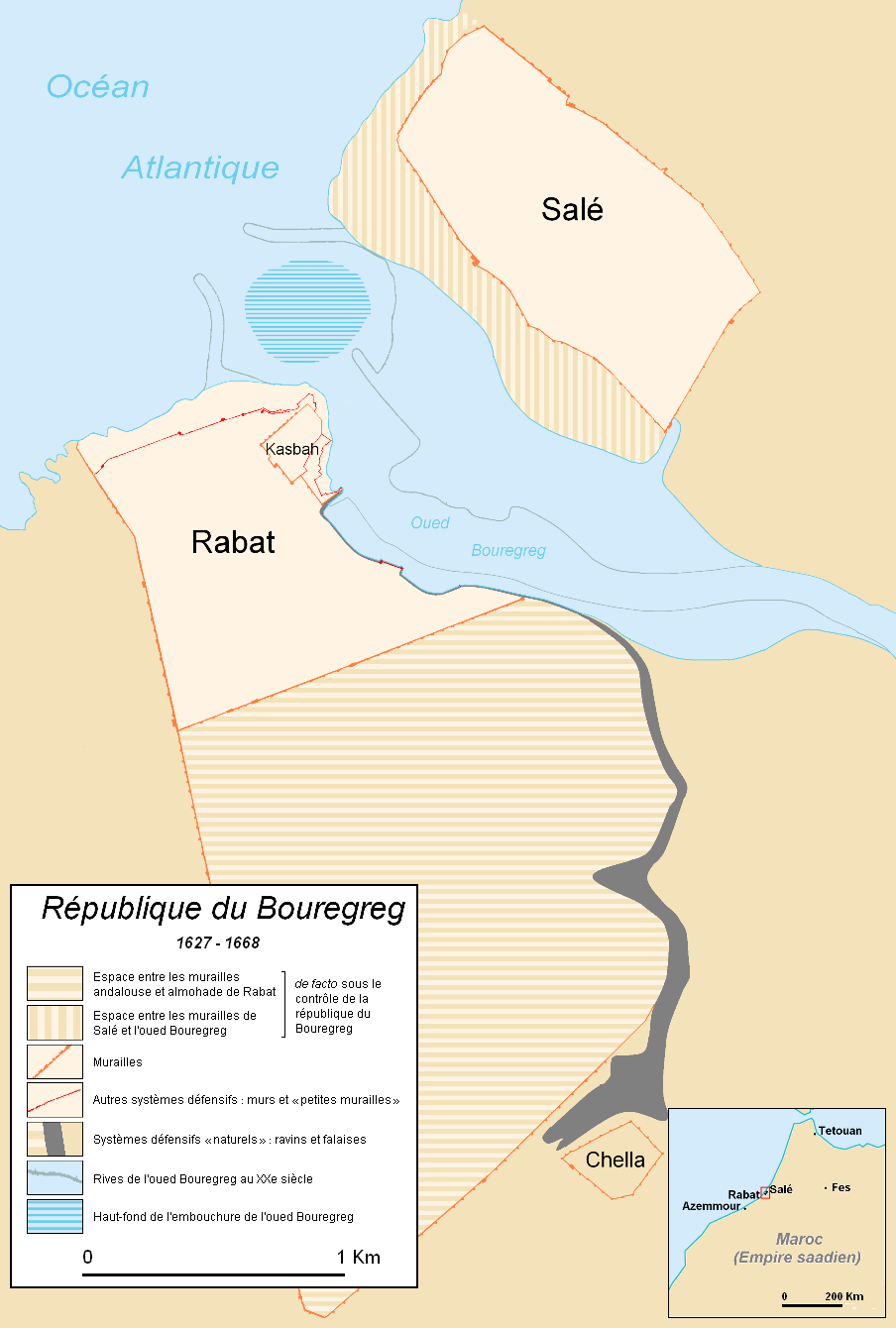
Mapa da República do Bu Regregue

Em 1624, o sultão saadiano Mulei Zidane tentou retomar o controlo de Salé cercando a cidade, embora sem sucesso. Procurando dar a aparência de ter alguma soberania sobre a cidade, o sultão nomeou um governador para ela. As fontes discordam sobre quem teria sido este governador. Algumas referem o hornachero Ibrahim Vargas, filho de um corregedor mourisco de Hornachos, que pouco depois de chegado ao Bu Regregue abandonou a fé cristã para se tornar muçulmano e usualmente apontado como o primeiro governante de Salé a Nova.. Outros mencionam Jan Janszoon, que aparentemente já era então grande-almirante. Em qualquer dos casos, é provável que a nomeação do sultão fosse meramente cerimonial e mais uma forma de poder reconhecer a independência de facto sem o admitir formalmente do que uma verdadeira demonstração de poder e posse.
O governador institui na cidade o pagamento ao sultão de um dízimo de todas as receitas provenientes da atividades de corso.
Em 1627, os mouriscos deixam de reconhecer a autoridade do sultão Mulei Zidane, em protesto contra a retenção do dízimo. Em abril do mesmo ano, os hornacheros tomam o poder com o apoio de Alaiaxi e declaram formalmente a independência de Salé, afastando o antigo governador xerifano. A foz do Bu Regregue passa a ter dois pequenos estados independentes cujas relações de poder entre eles não são claras: a república corsária do Bu Regregue a sul e o estado religioso de Alaiaxi a norte.
O papel de Jan Janszoon neste processo não é claro. Durante os incidentes que levaram à declaração de completa independência, Janszoon estaria ausente numa campanha que o levou à Islândia e o certo é que pouco depois de regressar a Salé emigrou para Argel com a sua família mourisca.
Os hornacheros instituem um sistema de governo plutocrático semelhante ao que existia em Hornachos. A república passa a ser governada por um divã, um corpo administrativo formado por 12 a 14 membros sediado na Casbá, e cujo presidente recebia o título de "grande almirante". Anualmente, durante o mês de maio, eram eleitos dois governadores, ou caïds, um para a margem sul e outro para Salé-a-velha na margem norte.
Libertados das intrigas políticas, os corsários redobraram as atividades marítimas, transformando a pirataria numa verdadeira indústria, a ponto do diplomata de Luís XIII de França Priam-Pierre du Chalard apelidar os saletinos os "Rochelenses de África". 
Se no plano marítimo a república se mostrava eficaz, no plano interno o pequeno estado foi muito fragilizado ao longo da sua curta história por querelas internas entre as várias comunidades. Toda a vida política rodava, na prática, em volta dos longos confrontos que opunham os habitantes das três cidades vizinhas: os hornacheros na Casbá, os andaluzes na cidade baixa de Salé a Nova (atual Rabate) e os muçulmanos mais tradicionalistas no outro lado do Bu Regregue, em Salé a Velha. A par de tudo isto, havia ainda as contínuas tentativas de controlo por parte das autoridades xerifianas (marroquinas) e as intervenções estrangeiras. Essas rivalidades, por vezes sangrentas, constituem as principais causas da efémera vida da república.

#### 1627-1630: Conflitos internos e o "governo das três repúblicas"

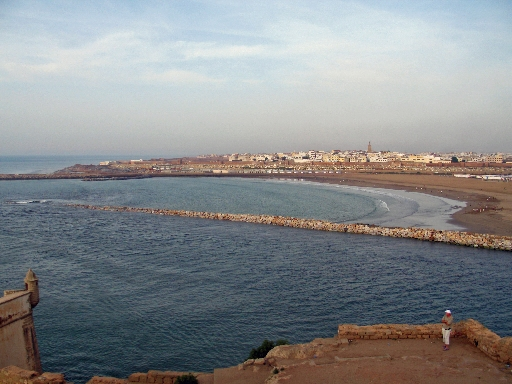
A foz do Bu Regregue visto da Casbá dos Udaias; ao fundo: Salé

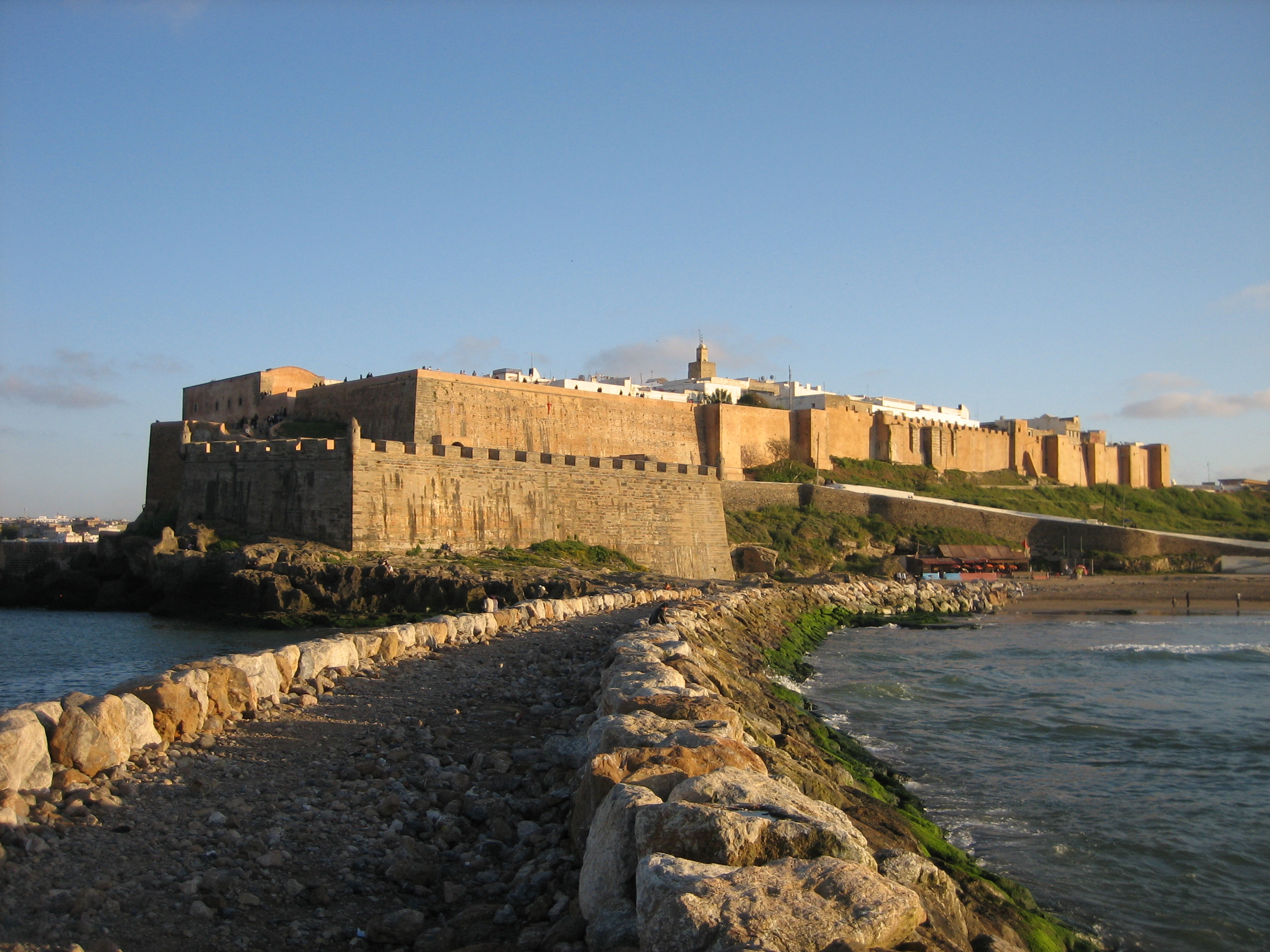
A Casbá dos Udaias, centro do poder dos hornacheros

Nos primeiros anos (1627-1630), o controlo da margem sul do Bu Regregue estava apenas nas mãos dos hornacheros, o que não agradava à população crescente de mouriscos andaluzes. A tensão acabou por dar origem a uma revolta dos andaluzes contra os hornacheros, na qual Salé a Velha tomou o partido destes últimos. Após alguns confrontos sangrentos, chegou-se a um acordo em 1630 que previa a governação da margem sul por um caïd eleito pelos andaluzes de Salé a Nova, e um divã constituído por 16 notáveis nomeados em igual número pela Casbá e por Salé a Nova. Os rendimentos dos apresamentos marítimos e das taxas aduaneiras deviam ser repartidos igualmente entre a Casbá e Salé a Nova. Este acordo deu origem a três agrupamentos político-territoriais distintos: a Casbá, Salé a Nova e Salé a Velha, conservando esta a sua administração própria. Este conjunto é frequentemente designado como "Três Repúblicas do Bu Regregue", apesar do papel e autoridade geralmente preponderante da Casbá nos assuntos mais relacionados com a pirataria e de Salé a Velha na política marroquina.

#### 1630-1641: Lutas de poder internas e Alaiaxi
O acordo de 1630 revelou-se precário. Os hornacheros e andaluzes continuaram irredutivelmente divididos e sucederam-se episódios de desordem. A situação foi explorada por Alaiaxi, que em 1631 tentou tomar a Casbá a pretexto de restabelecer a autoridade xerifiana e tirar partido do lucro do corso. Para isso cercou Salé a Nova e bombardeou a Casbá com cinco peças de artilharia instaladas na margem direita. No entanto não obteve nenhum resultado decisivo, pelo que acabou por levantar o cerco em outubro de 1632.
Seguiu-se um período de paz relativa durante alguns anos. Em 1636 os andaluzes rebelam-se novamente contra a dominação ainda exercida pelos habitantes da Casbá, tomando-a de assalto e perseguindo os hornacheros. Alguns destes partem para o exílio em Argel ou em Tunes, outros centros importantes de pirataria. Uma vez senhores do porto, os andaluzes ampliam a sua ambição de conquista para Salé a Velha. Para seu azar, a 24 de março de 1637 chega a Salé uma esquadra inglesa comandada pelo almirante William Rainsborough que tem como missão esmagar os piratas de Salé e libertar os prisioneiros ingleses que este tinham cativos. Apesar dessa missão ter em grande medida falhado, o bombardeamento intenso contra a Casbá e o bloqueio naval dos ingleses, que durou até 30 de agosto, foi providencial para as forças de Alaiaxi. Os andaluzes negoceiam a paz com o líder de Salé a Velha, apesar deste manter o cerco à Casbá.
Mas as intrigas e rivalidades entre os piratas não cessam. Em 1638 o alcaide el-Caeri é assassinado. O sultão aproveitou a situação para tentar impor a sua autoridade em 1638, instalando soldados na Casbá sob o comando dum renegado francês de nome Morat, mas a cidade foi rapidamente reconquistada graças a uma aliança dos andaluzes e dos hornacheros que não tinham fugido.

#### 1641 - 1668 Governo dos dilaítas: autonomia relativa e prosperidade

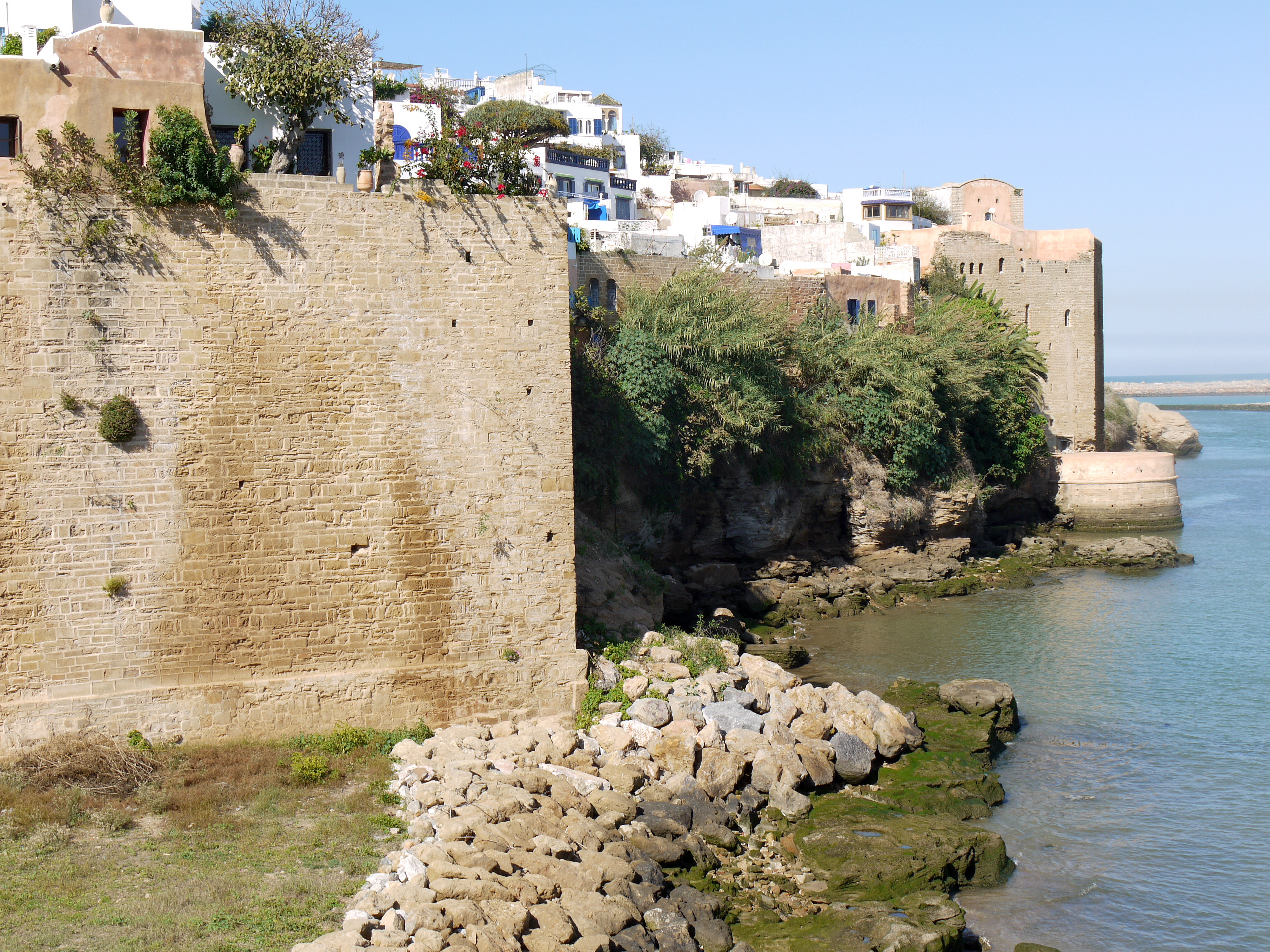
Casbá dos Udaias

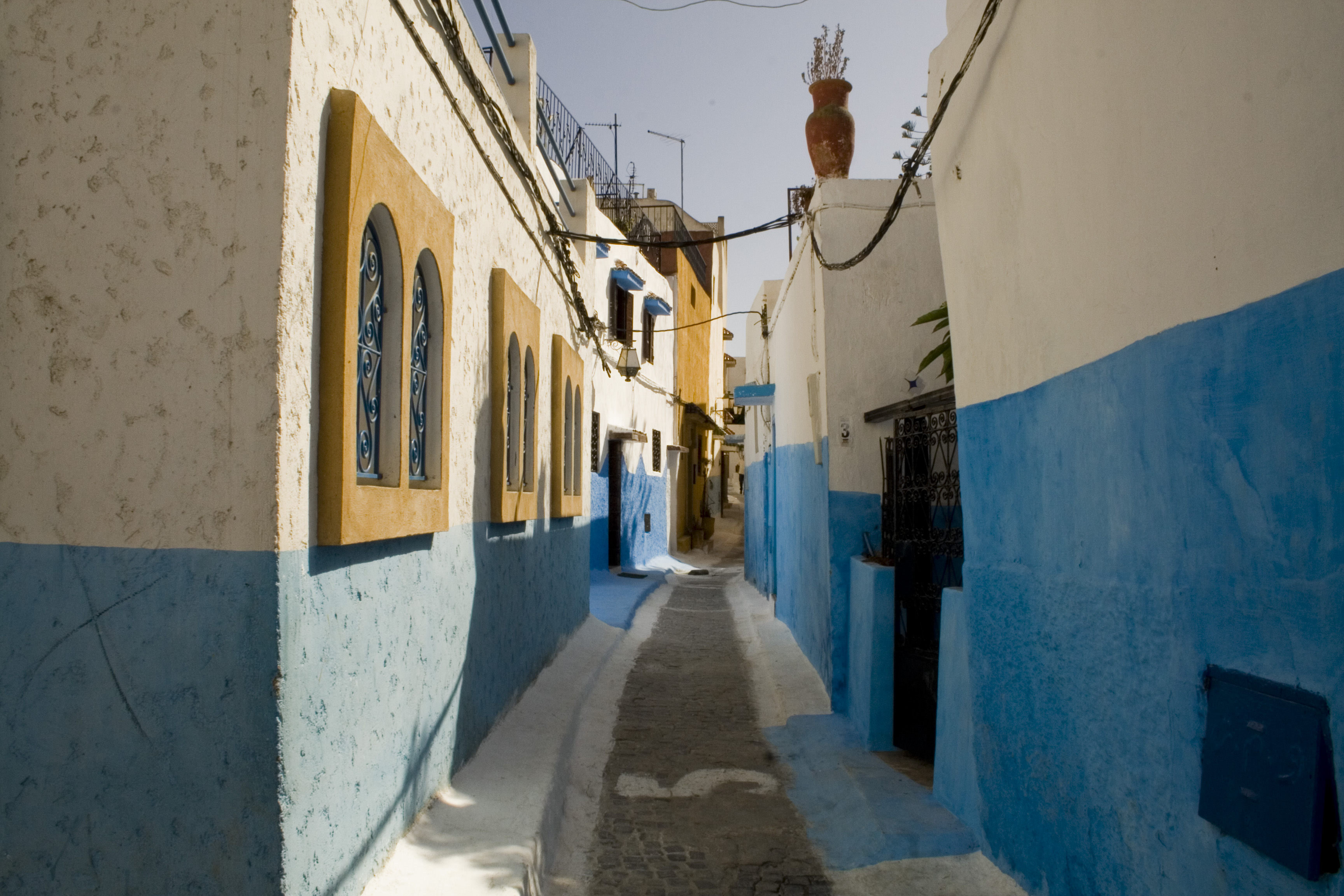
Ruela da almedina de Rabate

Depois do assassinato de Alaiaxi a 30 de abril de 1641, o poder é tomado pelos dilaítas (membros da confraria sufista da Zauia de Dila). Apesar de formalmente a república ter sido mantida, passou a ser tributária dos dilaítas, que nomearam o caïd Si Said Ajenoui em Salé a Velha, com autoridade sobre os caïds locais da Casbá e de Salé a Nova.
Em 1644, o governo das três cidades do Bu Regregue foi centralizado nas mãos do filho do marabuto de Dila, Cide Abedalá, dito "príncipe de Salé". Os corsários, vítimas da sua própria fragmentação, viram a sua autonomia ainda mais limitada. Apesar da república continuar a existir nominalmente, as decisões mais importantes tinham que ser ratificadas pelo príncipe de Salé em nome do marabuto de Dila. O poder dilaíta consolidou-se gradualmente, e em 1651 era já absoluto sobre toda a região. Sob o governo de Cide Abedalá, as querelas entre os piratas acalmaram e o corso ganhou de novo vitalidade. Salé, a quarta cidade corsária a seguir a Argel, Tunes e Trípoli viu o seu poderio crescer a ponto dos seus piratas serem conhecidos como os mais «temidos sobre os mares», e o «seu nome causava repugnância a toda a cristandade».
Os hornacheros e andaluzes ressentiam-se fortemente da perda da sua independência. Segundo o erudito marroquino al-Ifrani (1669–1747), a subordinação aos dilaítas, berberes montanheses rudes do Alto Moulouya, «iguais a bestas de carga e ignorantes até no uso de camisas e de penteados», feria-lhes o seu orgulho árabe. Em 1660 puseram-se de acordo entre si para apoiar o raïs (chefe) Gailane, inimigo declarado dos dilaítas. Após um longo cerco, a Casbá é conquistada por Gailane que, no entanto, se revelou impotente perante os motins populares que continuaram a atormentar as cidades do Bu Regregue.

### O fim da república
O fim da república do Bu Regregue chegaria com o aumento do poder dos alauitas nos anos seguintes. Em 1668, o sultão Mulei Arraxide, empenhado em restaurar a autoridade xerifiana no norte de Marrocos, derrota os dilaítas e põe fim às manobras de Gailane. Os saletinos mudam novamente de senhor, e desta vez perdem completamente a independência. Segundo Michael Dumper, o sultão alauita tomou o controlo da república logo em 1661, antes de se tornar o soberano de todo o território marroquino em 1666. Ambos os autores estão de acordo quanto à data da derrota dos dilaítas: 1668, ano em que foi tomada a Zauia de Dila.
Apesar da situação política e do fim da república, a atividade de pirataria continuou a existir, notabilizando-se neste período figuras como a de Germain Moüette. Durante o século XVIII o território e a atividade corsária estão já numa fase de decadência, e são definitivamente suplantados em 1760 com a fundação de Mogador, melhor armada para a pirataria moderna, apesar da tentativa de relançar o corso na região. Por fim, em 1818, Mulei Solimão renuncia oficialmente àguerra santa, pondo definitivamente fim a toda a atividade corsária nas margens do Bu Regregue.

## População

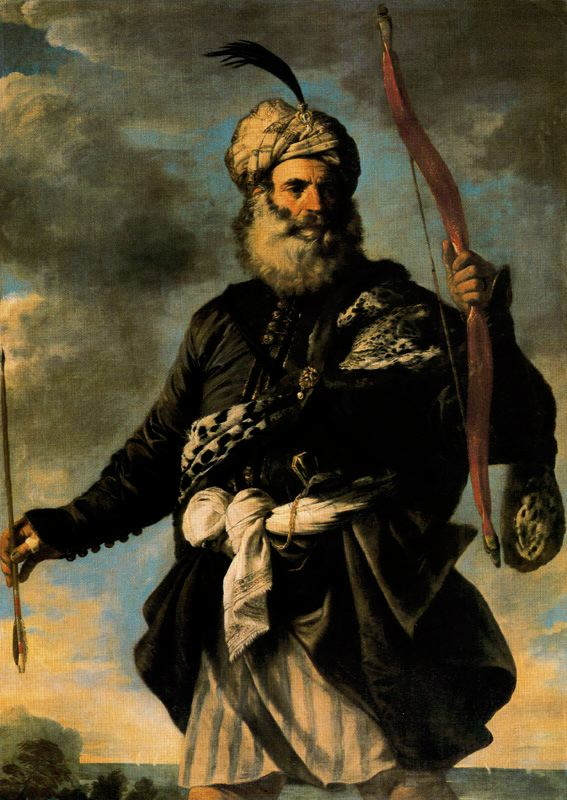
Pirata da Barbaria numa ilustração do século XVII. Estima-se que à data da sua independência, a população da república fosse de 13000 a 20000 habitantes, a maioria mouriscos andaluzes e hornacheros e várias minorias de renegados europeus, escravos e mouros. Embora muçulmanos, os diferentes costumes desta comunidade eram vistos com alguma desconfiança pelos seus vizinhos

A falta de dados relativos à população da foz do Bu Regregue no século XVII não permite conhecer de forma precisa a população da república, indicada apenas pela análise dos testemunhos dos cronistas e viajantes contemporâneos e de documentos de arquivo, os quais fornecem números contraditórios. Sendo o porto mais importante de Marrocos, Salé era uma das cidades mais populosas do reino. Os viajantes europeus distinguiam seis povos completamente diferentes: "turcos naturais", mouriscos (muçulmanos de origem ibérica), judeus, renegado europeus, escravos negros e escravos cristãos. No entanto, dada a grande predominância dos mouriscos, os outros grupos seriam atualmente descritos como minorias étnicas pouco expressivas. Em 1635, o padre Dan deixa entender que a cidade corsária é principalmente habitada por "turcos naturais" e mouros. Um século mais tarde, o capitão inglês John Braithwaite refere-se aos habitantes de Salé num tom semelhante:
| “ | Dividem-se em várias classes. Os mouros, que geralmente estão estabelecidos na costas, descendem daqueles que foram expulsos de Espanha. Os árabes não têm morada fixa (…) Há ainda aqueles que têm o nome de bérébères, que passam por ser a antiga raça dos mouros, habitam as montanhas (…) Os renegados, que podem considerar-se uma classe distinta, ainda que se encontrem em muito pequeno número. E por fim os negros. | ” |
|   | — John Braithwaite (1700–1768). |   |

### Evolução demográfica
Para estimar o número de mouriscos, Leïla Maziane baseou-se nos relatos escritos por Leão, o Africano (1494–1554) no início do século XVI, que descreve o que é hoje Rabate como um local em grande decadência, e de Luis del Mármol que algumas décadas depois, escreveu, com mais precisão, que existiam «seiscentos fogos, em quatro bairros perto do castelo, tudo o resto está reduzido a hortas.» Admitindo que cada fogo (casa) teria em média seis pessoas, haveria entre três e quatro mil pessoas na cidade no fim doséculo XVI, pelo que estava reduzida a uma pequena aglomeração onde residia um governador e uma guarnição.
Uma carta de Juan Ludovic Rodriguez, relativa a uma possível tomada de Salé pelos espanhóis, datada de 1614, relata que a cidade não era muito povoada e teria cerca de 2 000 habitantes. Para o historiador canário Alberto Anaya Hernández, Salé teria acolhido 3 000 hornacheros e cerca de 10 000 andaluzes. Esta estimativa é coerente com a comparação com outra cidade corsária importante de Marrocos, Tetuão, destino de muitos andaluzes expulsos de Espanha, que viu crescer a sua população para cerca de 40 000 habitantes em 1610. Outra indicação da dimensão da comunidade mourisca de Salé a Nova é o provável recrutamento de 400 hornacheros no exército do sultão saadiano Mulei Zidane (referido acima), ocorrido pouco tempo depois da sua chegada. O número de mouriscos que participaram nas campanhas lançadas contra o marabuto secessionista Ibn Abu Mahalli não é elevado, mas o facto de terem participado atesta que prestaram serviços ao sultão que os acolheu.
Analisando todos estes dados, Leïla Maziane conclui que provavelmente a margem esquerda da foz do Bu Regregue teria pouco mais de 13 000 habitantes em meados do século XVII. O embaixador François Pidou de Saint-Olon relatava a Luís XIV de França em 1693 que «os habitantes de Salé não são mais do que 20 000 e as guerras e as suas revoltas quase os arruinaram completamente.» O embaixador do Rei-Sol na corte do sultão marroquino referia-se ao conjunto das duas cidades, pois antes disso salienta que «Salé é ainda considerável pelas suas fortalezas, pelas suas cidades divididas como em Fez em velha e nova.» Em 1680, Robert Fréjus escrevia que os habitantes de Salé (a Velha) não eram mais do que 5 000.

### Hornacheros e andaluzes

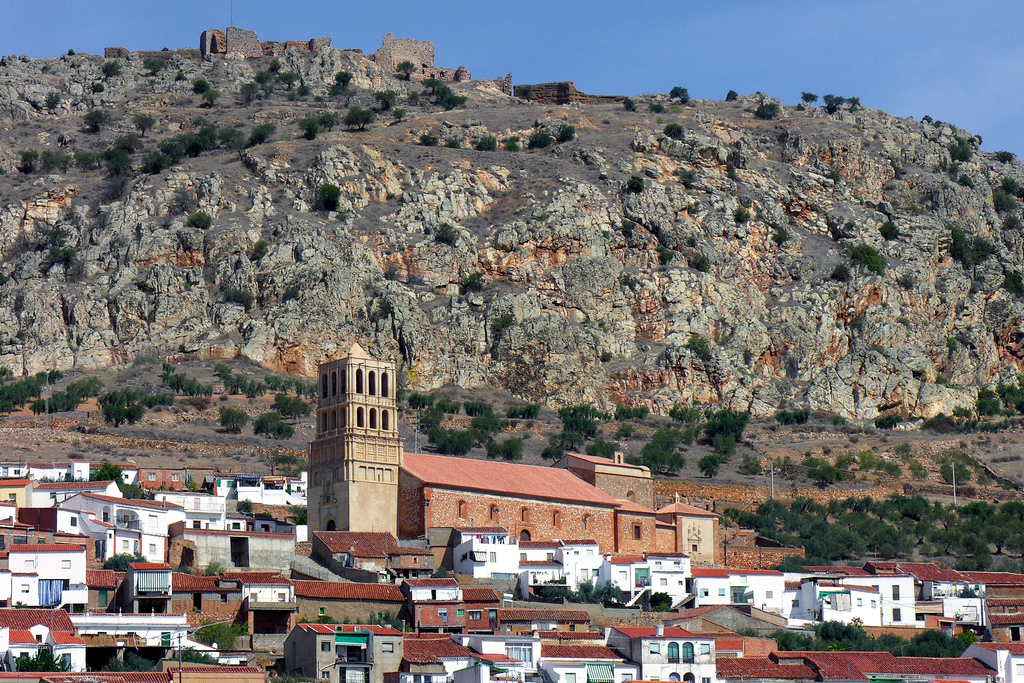
Vista da vila espanhola de Hornachos, na Estremadura

Em Espanha, os muçulmanos de Hornachos constituíam uma casta privilegiada, uma espécie de república com autonomia administrativa, que impunha respeito, nomeadamente a Filipe II de Espanha, que lhes concedeu o direito de usarem armas em troca do pagamento de 30 000 ducados. Ao contrário do que acontecia com alguns mouriscos, os hornacheros tinham preservado a fé muçulmana e até a língua árabe (alguns deles nem sequer falavam castelhano). Devido ao terror que inspiravam e à corrupção dos agentes da Coroa espanhola e da Inquisição, a quem subornavam para que fossem seus cúmplices, conseguiram escapar a todas as perseguições e anteciparam-se aos decretos de expulsão, abandonando Espanha levando com eles os seus bens. Habituados a batalhar, saquear e, por vezes, a fabricar moeda falsa, levaram para a sua nova terra os seus instintos de dominação e independência, que em conjunto com a sua riqueza e instalação precoce em Salé lhes permitiu ter um papel dominante na política local até 1630.
É provável que o corpo militar de 400 "andaluzes" enviados por Mulei Zidane em 1609 para controlar a região do Drá, no sul, fosse constituída por hornacheros do Bu Regregue, eventualmente recém-chegados de Espanha.Aparentemente, a autorização dada pelo sultão aos estremenhos para se organizarem militarmente teve como objetivo subtrair a cidade aos desígnios políticos do seu sobrinho Mulei Abedalá.

### Outras minorias (renegados)
As atividades económicas portuárias atraíram imigrantes de diversas origens à cidade corsária. Aos mouriscos expulsos de Espanha juntaram-se aventureiros de todo o tipo e origem, nomeadamente os que fugiram do reduto de piratas de Mamora, conquistado pelos espanhóis em 1614. Os piratas vindos de Mamora eram maioritariamente britânicos, mas Salé a Nova acolheu renegados de muitas outras origens, vindos em busca de lucro e glória, e que levaram consigo importantes conhecimentos náuticos que foram importantes para o sucesso da atividade corsária. A cidade atraiu também um grande número de camponeses que procuravam escapar à miséria e à fome provocada por maus anos agrícolas na cidade em pleno progresso. Apesar do número de árabes e berberes ter aumentado sensivelmente, os descendentes dos mouriscos continuaram a ser maioritários.
Embora dominada pelos mouriscos, o número e relevância de minorias étnicas foi-se alterando ao longo do tempo. Os negros viriam a formar a elite do exército marroquino, os Abid al-Bukhari, no reinado de Mulei Ismail e dos seus sucessores . No século XVII estabeleceram-se em Marrocos muitos europeus, quer de forma forçada (os cativos cristãos), quer para desenvolverem atividades comerciais. Além disso, havia em Salé uma importante colónia judia e diversos renegados de países cristãos. Em diversos portos marroquinos houve também cônsules de várias nações europeias, os quais eram acompanhados por corpos de religiosos que velavam pelos interesses dos seus compatriotas.

### Diferenças culturais
As diferenças culturais entre os mouriscos vindos de Espanha e as populações vizinhas de Salé a Nova provocaram grandes desconfiança. As gentes de Salé a Velha em particular, conhecidas pela sua religiosidade ortodoxa, sempre duvidaram da sinceridade da fé dos "pseudo-muçulmanos" que se instalaram na outra margem do Bu Regregue.

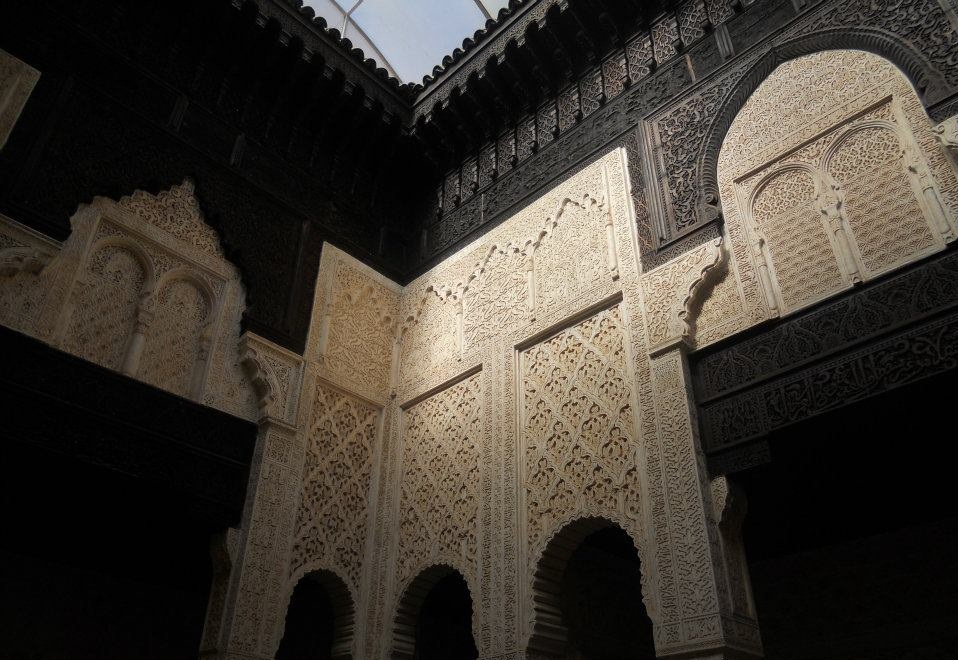
Interior da madraça (escola islâmica) de Salé a velha

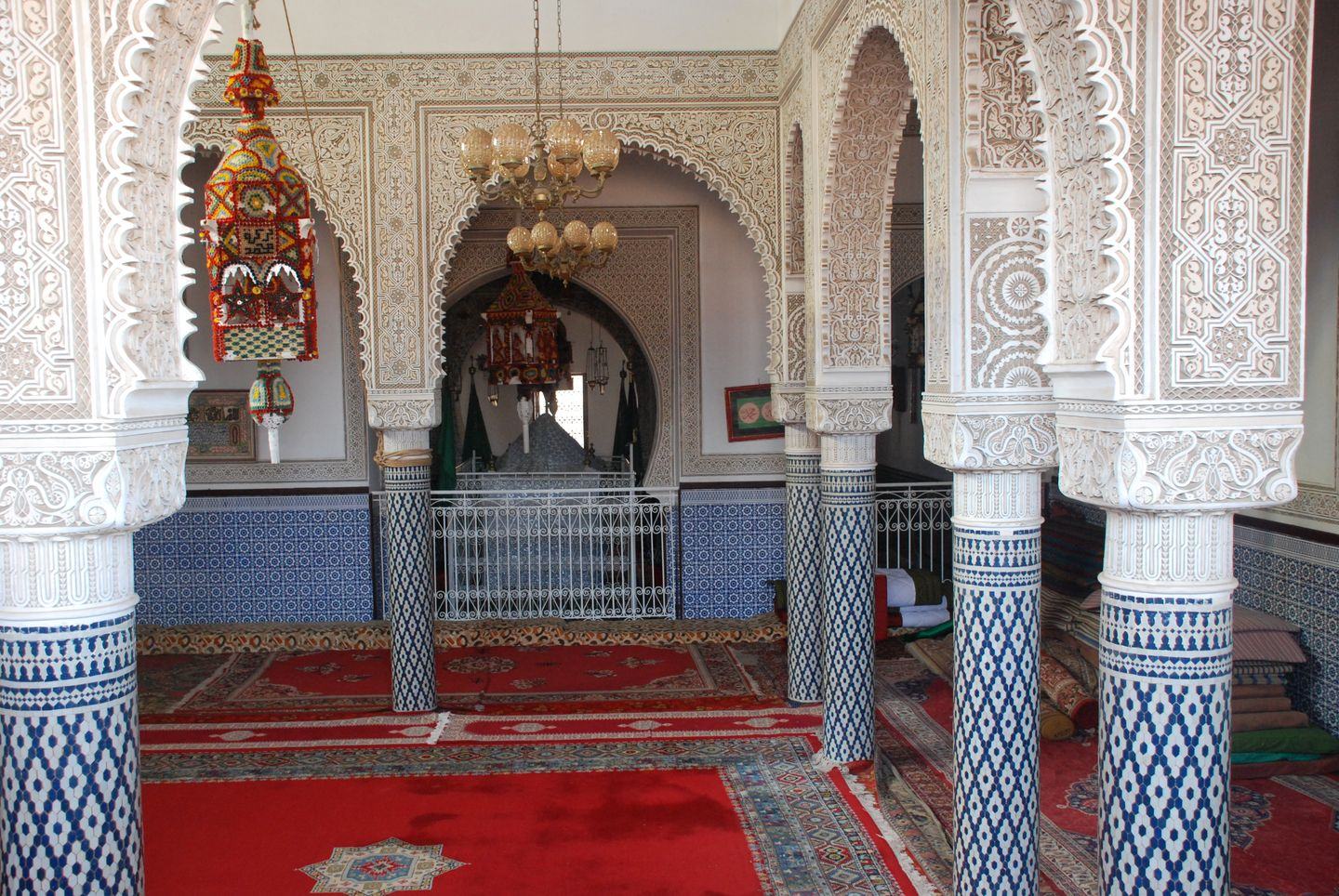
Zauia de Cide Abedalá ibne Haçune, o padroeiro de Salé a Velha

O embaixador inglês John Harrison escreveu num relatório de 11 de setembro de 1627 acerca dos exilados de Salé a Nova que eles tinham nascido cristãos em Espanha, «eram batizados, e tinham sido banidos, traídos e postos nas mãos dos infiéis […] são tão bons, senão melhores cristãos do que os não há em Espanha». Segundo o diplomata inglês, com o tempo e com a ajuda de países protestantes, os espanhóis de Salé a Nova podiam vir a ter um governo cristão. Os marroquinos de Salé a Velha chamavam aos recém-chegados "cristãos de Castela" e Cide Alaiaxi, o líder político e religioso da região do Gharb, desejoso de se apoderar da Casbá para assegurar o domínio do estuário e das receitas da alfândega, acusava-os de serem coniventes com espanhóis de Larache e Mamora. No tratado assinado com Carlos I de Inglaterra em 1637, Alaiaxi pede aos aliados ingleses que bloqueiem Salé a Nova até que o «pequeno bando de infiéis que se tinham desviado da religião ortodoxa» se lhe submetesse ou, nas suas palavras «reentrasse na comunidade dos muçulmanos e adequassem as suas práticas às dos locais». Cide Alaiaxi, que se considerava um mujahidin (combatente da fé) chegou mesmo a conseguir que os ulemás (juristas islâmicos) emitissem uma fátua (sentença) que declarava que era lícito lutar contra os andaluzes.
Segundo o professor Ahmed Amin Bel-Gnaoui, os mouriscos espanhóis (não especifica se os hornacheros ou os andaluzes ou ambos) instalaram-se inicialmente em Salé e respeitavam as festividades muçulmanas, demonstrando no entanto ter alguns hábitos que os saletinos não compreendiam. Usavam calças em vez de djellaba (espécie de túnica tradicional entre árabes e berberes, versão masculina do hijabe), não rapavam a cabeça, mas aparavam a barba, e durante o Ramadão matavam cordeiros, como todos os muçulmanos, mas comportavam-se de maneira diferente, o que levava os saletinos a interrogarem-se se eles seriam realmente muçulmanos. A esta desconfiança instintiva juntava-se a inveja causada pelas excelentes qualificações dos imigrados, tanto em matéria de artesanato como no comércio e na agricultura, e que muito contribuíram para o relançamento da economia local. Isto levou os saletinos a decidirem desembaraçar-se deles. Conta-se que para isso organizaram uma festa fora das muralhas para a qual convidaram os mouriscos e ao cair da noite voltaram rapidamente a suas casas e fecharam as portas da muralha, deixando os mouriscos no exterior e dizendo-lhes para irem viver do outro lado do rio.
Os mouriscos viram-se assim numa situação semelhante à que viviam em Espanha, onde até aqueles que se tinham tornado cristãos convictos eram mal vistos pela população, por não beberem vinho ou preferirem o árabe ao castelhano. Já em Marrocos, eram mal vistos porque alguns bebiam vinho, outros falavam castelhano e havia ainda alguns que continuavam cristãos (o que não tinha impedido de terem sido expulsos). Tendo sido forçados a abandonar as suas terras sem quaisquer bens, os mouriscos andaluzes chegaram a África desejosos de se vingarem e de reconstituir as fortunas perdidas. Os que eram católicos ressentiam-se ainda mais dum exílio contra o qual tinham protestado veementemente alegando que eram cristãos vivendo segundo a lei da Igreja e que por isso não os podiam forçar a ir viver para a Barbaria.

### Língua e religião
A mistura de mouros espanhóis exilados com holandeses, alemães e ingleses, fez nascer uma língua franca peculiar, à base de espanhol misturado com árabe, francês, português e italiano. Os muçulmanos banidos de Espanha continuaram a usar a língua castelhana. Os membros do divã (governo) da república usavam essa língua na sua correspondência e nos tratados assinados com os europeus. Também mantiveram os seus nomes espanhóis, apesar de os terem deformado: Vargas passou a Bargas, Pelafres a Balafrej, Blanco a Barco, Carrasco a Carrachkou, etc.
Alguns deles tinham uma fé incerta, produto de sucessivas apostasias. Para os frades capuchinhos, os novos saletinos «eram ainda cristãos na sua alma». O governador português de Mazagão, Jorge de Mascarenhas conta numa carta dirigida a Filipe III que perguntou a um saletino se as saudades de Espanha se atenuavam e que este lhe respondeu chorando emotivamente que «era cristão e pedia a Deus para morrer em Espanha.»

## A atividade dos corsários

### Enquadramento histórico

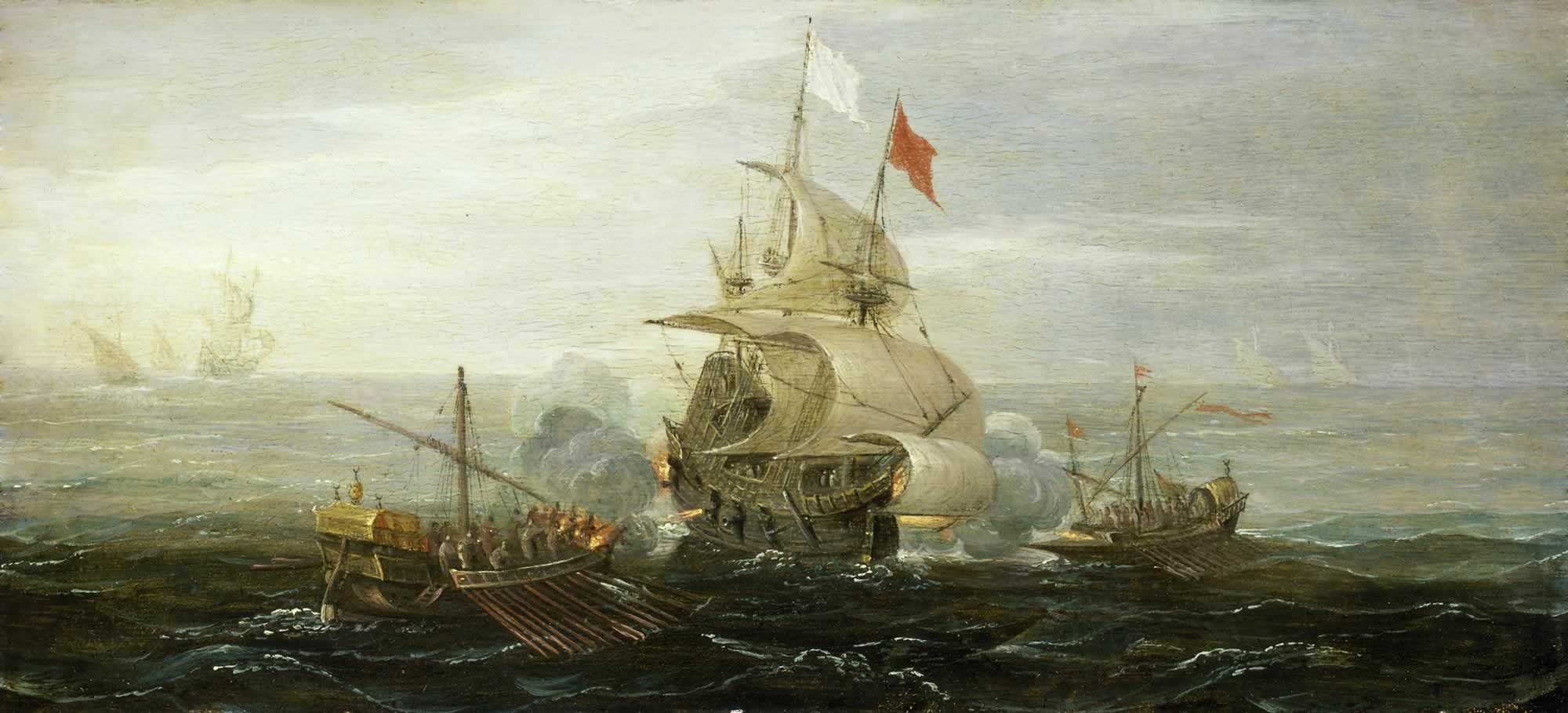
Pintura de do início do século XVII do holandês Aart van Antum mostrando um navio francês a ser atacado por piratas da Barbaria

A pirataria é tão antiga como a navegação e tem uma longa tradição no Mediterrâneo. A partir do final da Idade Média, para colmatar a falta ou inexistência de navios de guerra para proteger o comércio marítimo, cujo maior perigo até ao século XIV era a pirataria, os monarcas começaram a recrutar piratas e a entregarem-lhes navios armados — as antigas crónicas inglesas falam nos "piratas do rei", a quem Guilherme II confiou a guarda das águas territoriais. No século XIV surgem as primeiras "cartas de represálias", pelas quais os armadores ou mercadores eram autorizados pelo rei a assaltar qualquer navio de qualquer nação para apresar um valor igual ao perdido em assaltos sofridos. Por sua vez as "cartas de marca" eram emitidas a um armador particular ou corsário, outorgando-lhe o direito de "perseguir os inimigos do Estado". Ao contrário das cartas de represália, as cartas de marca não estabeleciam limites quantitativos, embora só fossem válidas durante um tempo determinado, normalmente entre três meses e um ano. Se o seu detentor prosseguisse as suas atividades de corsário para além do prazo da sua carta, era considerado pirata e se fosse apanhado sujeitava-se à pena reservada aos piratas: enforcamento na verga.
A diferença fundamental entre os piratas comuns e os corsários era que, enquanto os primeiros percorriam os mares por sua conta e risco, sem qualquer autorização de um estado, os segundos eram combatentes regulares, uma espécie de franco-atiradores ou mercenários do mar, respeitavam as leis da guerra e só atacavam navios de nações inimigas, embora desses ataques resultasse lucro direto para eles, parte do qual revertia a favor do estado que emitia a licença de corsário.
O corso praticado em Salé não cumpria rigorosamente os critérios vigentes na Europa para definir a atividade de corsário, ou seja, uma atividade oficialmente autorizada a particulares por uma carta do governo. No entanto, ela apresenta algumas características que explicam o uso do termo corsário aos piratas saletinos, como o pagamento de um décimo dos lucros, primeiro ao sultão de Marrocos (até 1627) e depois ao divã. Por outro lado, os líderes muçulmanos justificavam os ataques aos navios e localidades costeiras cristãs como "guerra santa" (jiade) contra os "infiéis" não muçulmanos (essa guerra santa só foi oficialmente abolida pelo sultão em 1818). No entanto, ao contrário dos estados cristãos, os muçulmanos nunca fizeram uma distinção formal entre corsários e piratas.

### Navios

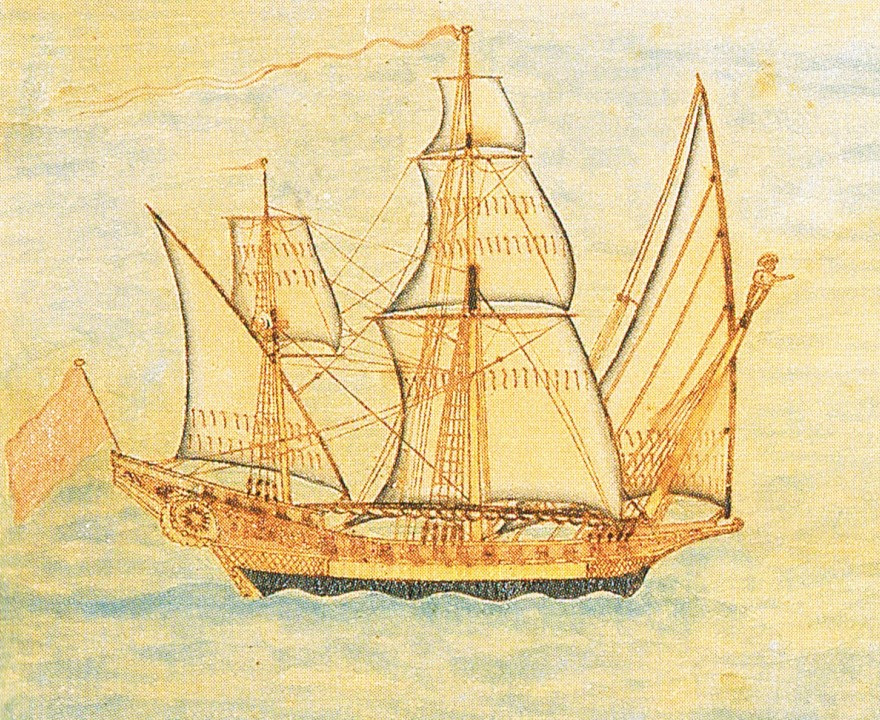
Xaveco de piratas numa gravura de 1769

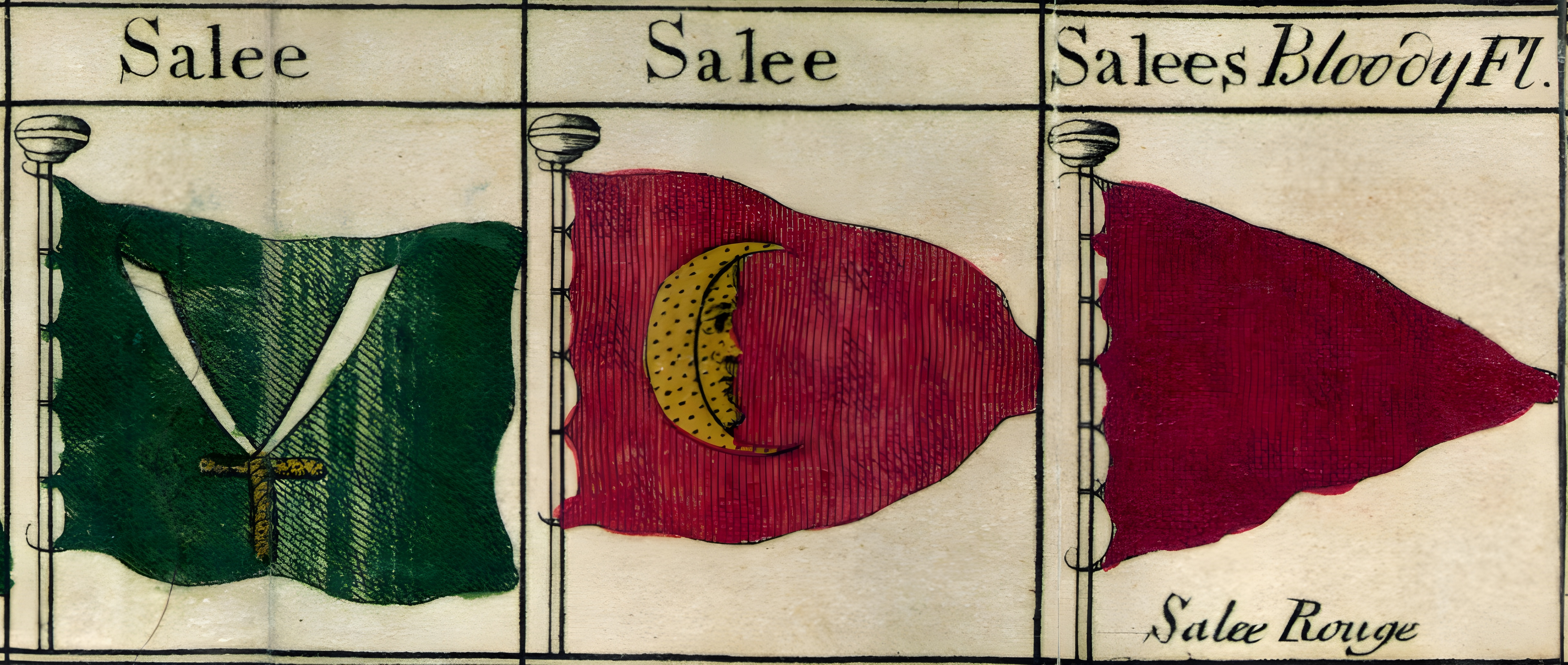
As bandeiras de Salé, incluindo o famoso "Homem na Lua", que assustaram tantos navios..

Segundo o relato do padre Pierre Dan na sua "Histoire de Barbarie et de ses corsaires" ("História da Barbária e dos seus corsários") de 1646, a pirataria em Salé começou com a chegada de mouriscos de Espanha, cujas riquezas lhes permitiram adquirir alguns navios, que eles equiparam para o corso. Com eles percorrem os mares, abordando principalmente os navios espanhóis, dando 10% do produto das suas presas (tanto em riquezas como em cativos) ao rei de Marrocos, antes de se rebelarem com sucesso contra a sua autoridade.
Protegida pelos baixios que marcam a entrada do porto, na foz do Bu Regregue, a frota dos piratas de Salé era composta por navios de pouco calado, pequenos mas rápidos. Antes de 1627, quando os piratas eram comandados por Jan Janszoon, a frota contava com 18 navios, um número que aumentou nos anos seguintes. A maior parte deles tinham entre 200 e 300 toneladas e estavam equipados com velas, mas também com remos.
Um dos navios mais eficazes, usado tanto em Argel como em Marrocos, era o xaveco. As suas dimensões podiam atingir os 39 metros de comprimento e 7,5 m de largura, com um calado de 2,7 m. O armamento podia incluir 8 canhões de 6 libras nas bordas, 4 canhões de 12 libras na popa e 8 colubrinas de 3 libras no pavês.
O tamanho reduzido dos navios de Salé tinha, porém, um contra, pois não lhes permitia navegar no mar alto quando as condições meteorológicas do Atlântico eram muito adversas. Por isso, na prática o corso só era praticado entre abril e outubro, durante uma campanha anual que usualmente não durava mais do que seis ou sete meses. Fora deste períodos, quer o estado do mar alto quer a temível barra do Bu Regregue interditava o acesso ao porto metade do tempo, pelo que os navios permaneciam nos molhes.

### Equipagens

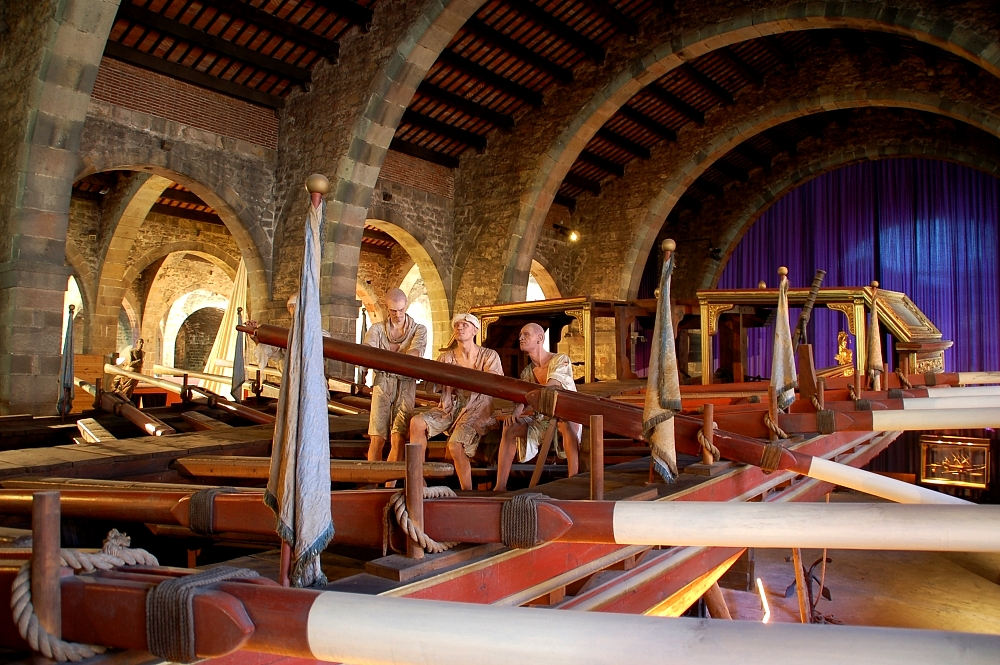
Reconstituição de remadores condenados "às galés" no Museu Marítimo de Barcelona (Drassanes Reials)

Os navios saletinos eram equipados por uma tripulações de cerca de 200 pessoas, amontoadas a bordo das pequenas embarcações. A equipagem típica desses navios compunha-se de três categorias de pessoas:
- Os oficiais e especialistas (piloto, canhoneiros, cirurgião, calafates, etc.), geralmente renegados vindos de diversos países da Europa. Segundo Pierre Dan, «os "turcos" e os da Barbária sabiam muitíssimo pouco de navegação».[85]
- A tripulação propriamente dita, formada por escravos escolhidos entre os 1 000 ou 1 500 cativos cristãos mantidos em Salé permanentemente.[82] Eram eles que compunham a "galé" (turnos de remo), que eram acorrentados antes de qualquer combate «com grandes barras de ferro» e algemas.[85]
- A "companhia de abordagem", composta de andaluzes e marroquinos de cepa. Armados de machados , cimitarras e pistolas, estes homens reservavam-se para a abordagem dos navios mercantes escolhidos como alvo. A sua motivação estava diretamente ligada ao carácter mais ou menos remuneratório do seu ofício: quando a atividade de pirata se revelava lucrativa, o recrutamento destas companhias era feito sem grandes problemas; mas quando, depois de 1668, o sultão quis regulamentar o corso, provocando uma diminuição dos lucros, numerosos saletinos desinteressaram-se da pirataria, contribuindo para o declínio da antiga república.[85]

### Táticas

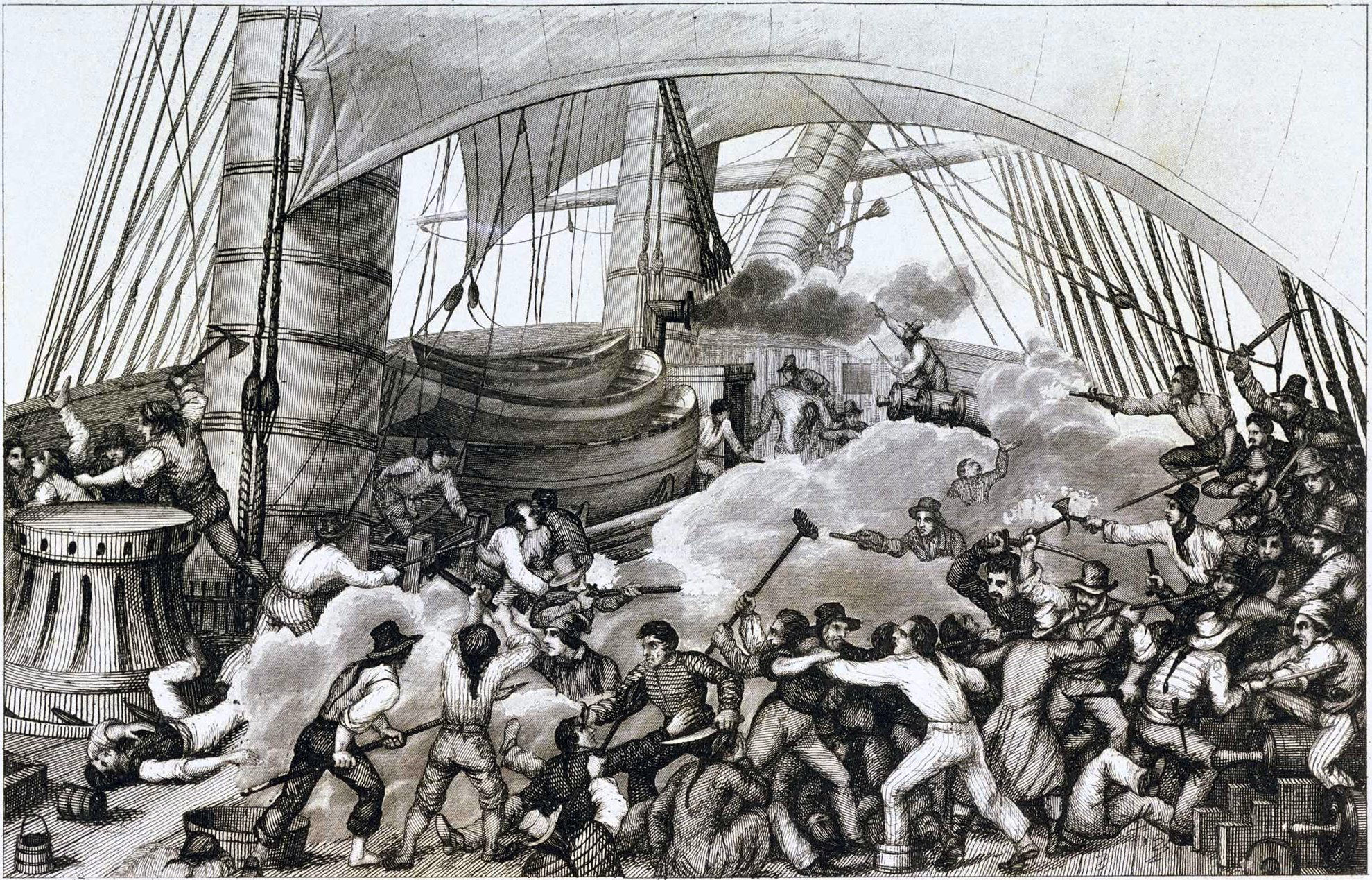
Gravura representando a abordagem de dum navio por piratas, da autoria do corsário francês Ambroise Louis Garneray

Os corsários de Salé conduziam as suas operações de forma pragmática. A violência era usada apenas como último recurso, só substituindo a astúcia quando esta se revelava insuficiente. Em vez de lançarem abordagens heroicas e sangrentas, preferiam tentar enganar e tranquilizar as suas futuras vítimas, por exemplo arvorando o pavilhão duma nação em paz com a delas, ou subir pacificamente a bordo com o pretexto de "verificar os passaportes" do navio, como fizeram os corsários que capturaram Germain Moüette. O conde de Castries conta que «à gloriosa incerteza do combate, preferiam vítimas desarmadas e pacíficas».
As táticas usadas pelos corsários de Salé dependiam em grande medida da avaliação que faziam dos navios que encontravam. Segundo as memórias de Henry Mainwaring (século XVI), que depois de se licenciar na Universidade de Oxford e de ser oficial da Marinha Real Britânica se tornou pirata em Mamora, desde a alvorada eles içavam todas as velas e começavam a escrutinar o horizonte e quando um alvo potencial era identificado, discutiam precavidamente o interesse desse alvo, os possíveis riscos e a tática a adotar (pavilhão a hastear, estratagemas, pretextos, etc.). Além da violência ser inútil quando a astúcia e a intimidação eram suficientes, o interesse dos corsários era não arriscar danificar a preciosa mercadoria constituída pelos próprios cativos.

### Áreas de atuação

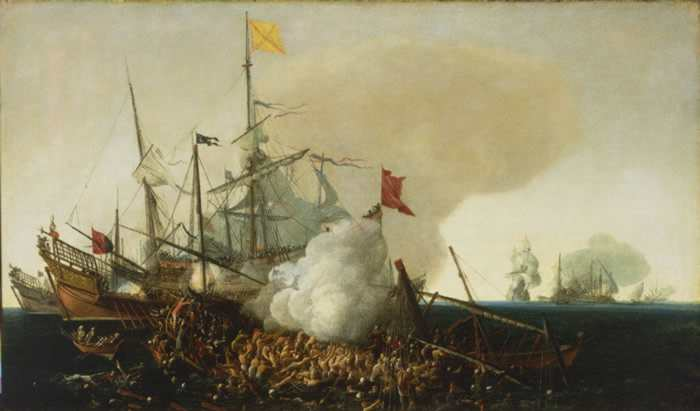
Men-of-war espanhóis em combate com corsários berberes. Um dos alvos preferenciais das suas incursões eram as áreas costeiras da Península Ibérica, sobretudo ao largo do movimentado Estreito de Gibraltar, sendo também frequentes as incursões nas Ilhas Britânicas. A preparação dos ataques era frequentemente auxiliada por redes de espionagem no território

Originários sobretudo de Espanha, mas também de outros países europeus no caso dos renegados, os piratas eram exímios em recolher informações úteis sobre os seus alvos potenciais em terra, pois não se limitavam a atacar navios, levando a cabo autênticos raides destinados a capturar habitantes das costas europeias para os venderem como escravos na África do Norte. Tanto devido à proximidade como à origem dos corsários saletinos, as costas espanholas eram as suas preferidas. Sempre precauciosos com a eficácia, e tirando partido do perfeito domínio da língua, na prática tinham uma verdadeira rede de espionagem em Espanha.
Nos primeiros anos, os corsários de Salé conduziram igualmente raides audaciosos em terras longínquas. Em 1624, aliados aos piratas de Argel, chegaram a dar caça aos pescadores da Terra Nova. Em 1627, assaltaram a cidade de Reiquejavique, na Islândia.
Havia uma verdadeira separação e especialização das atividades entre os piratas de Argel e os de Salé. Os primeiros dedicavam-se ao corso (pirataria) no "Mar do Levante" (o Mediterrâneo), enquanto que os saletinos praticavam o corso no "Mar de Poente", ou seja, no Oceano Atlântico. A fronteira entre os territórios era, naturalmente, o estreito de Gibraltar.
O "terreno de caça" dos piratas saletino incluía as Ilhas Britânicas. As costas das Cornualha foram atacadas diversas vezes. Em 1625 tomaram vários cativos em Plymouth; em 1626 capturaram cinco navios ao largo do País de Gales. Em 1631, uma força de piratas saletinos comandada por Jan Janszoon faz um ataque surpresa a Baltimore, prendendo 237 pessoas, — «homens, mulheres e crianças até de berço», segundo o padre Dan, — para serem vendidas como escravas nos mercados da África do Norte. Em meados do século XVII, encontrava-se estacionada em formação de emboscada uma frota de 27 navios de Sallee Rovers ("piratas de Salé) ao largo de Land's End.
Nas décadas de 1620 e 1630 a Marinha Britânica mostrou-se muito ineficaz a proteger as costas e o comércio marítimo ao largo de Inglaterra e no Mar da Irlanda não só dos corsários de Dunquerque, sediados naquela cidade flamenga, mas principalmente dos chamados Sale Rovers (piratas de Salé).

#### Assaltos na Península Ibérica

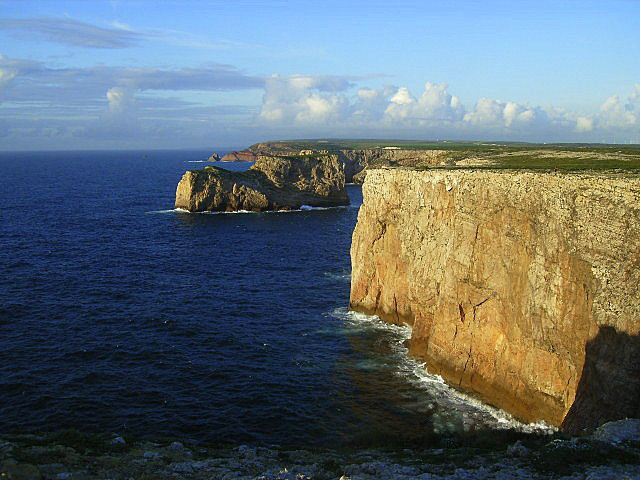
Vista da costa sudoeste de Portugal desde o cabo de São Vicente

Quer fosse pela proximidade geográfica, quer pelas afinidades de muitos dos piratas, do conhecimento profundo das costas e das gentes locais e do seu desejo de vingança, as costas de Portugal e Espanha foram uma das áreas preferidas de caça dos corsários saletinos. As primeiras atividades dos piratas do Bu Regregue, antes da formação da república, concentraram-se principalmente nas costas ibéricas, sobretudo nas áreas costeiras entre o cabo de Tarifa, o ponto mais a sul do continente europeu (excluindo as ilhas), que marca a divisão entre o Mediterrâneo e o Atlântico, e o cabo da Roca, o ponto mais ocidental da Europa continental, a oeste de Lisboa, passando pelos cabos de Santa Maria, perto de Faro, São Vicente e de Sagres, no sudoeste do Algarve.
Nas “Instruções para Chateaumorand”, de 1698, é relatado que os saletinos estão acostumados «a fazer incursões até à costa de Espanha, por causa da grande quantidade de embarcações que entram e saem do Estreito ou que vão a Cádis» e nas “Instructions pour La Rochalart” que «as rotas mais comuns e melhores são o cabo da Roca, as Berlengas e o cabo de São Vicente até 30 a 40 léguas ao largo». Essas paragens, nomeadamente os cabos, figuram em muitos documentos como locais de captura. Quando os saques no mar não rendiam o suficiente, os corsários desembarcavam em terra para levarem a cabo assaltos audaciosos, raptando todas as pessoas que conseguiam apanhar.  As costas da Andaluzia, onde os piratas contavam com uma autêntica rede de espionagem entre os mouriscos, que constituíam ainda uma parte importante da população local, eram as mais atormentadas, apesar dos sistemas defensivos ali instalados. Dada a extensão da costa, as defesas tiveram sempre uma eficácia reduzida, e as populações viviam permanentemente atemorizadas pelo perspetiva de serem capturadas por piratas.

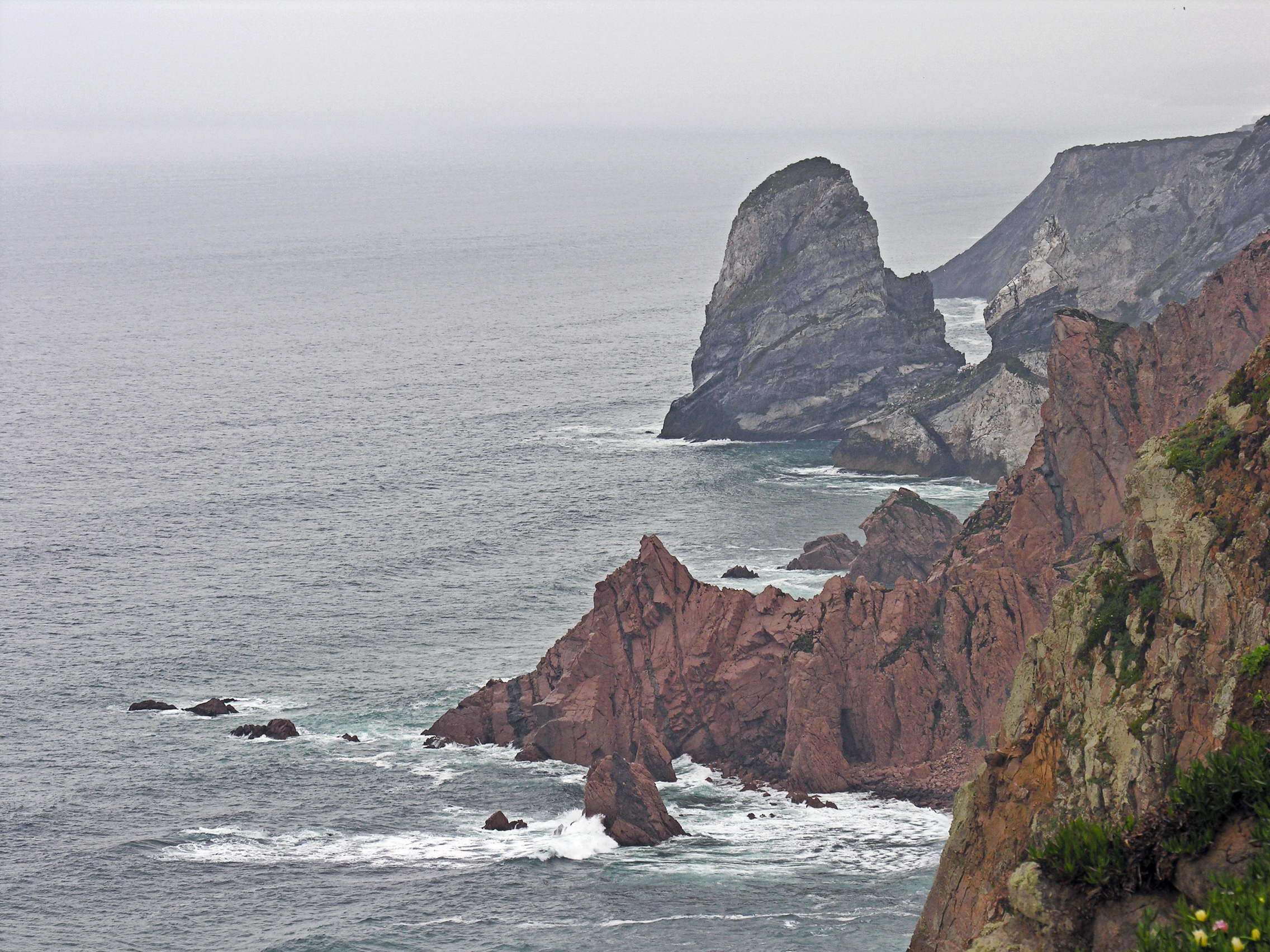
Costa portuguesa junto ao cabo da Roca

Este tipo de corso que não envolvia grandes meios foi também praticado pelos piratas de Tetuão, também eles mouriscos expulsos de Espanha, que como os saletinos aliavam as ambições materiais à ânsia de se vingarem do outro lado do Estreito. Além de conhecerem o terreno e as costas, por vezes com grande detalhe, aparentemente tinham cúmplices entre os compatriotas que não tinham sido expulsos, fatores essenciais para o sucesso do tipo de pirataria que praticavam, que exigia um conhecimento profundo das costas, dos perigos naturais como recifes e baixios, sinuosidades, que tanto poderiam esconder inimigos como servir de refúgio, correntes e marés. Esses conhecimentos eram valiosos tanto para surpreender as aldeias atacadas como para se emboscarem e atacarem de surpresa navios atracados. O Padre Dan salienta que que os mouriscos e renegados tinham apoio de gentes locais, o que lhes ajudava a passarem despercebidos e espiarem o movimento dos navios. O escritor do século XVII Vicente Espinel conta que por vezes os piratas atacavam durante festas e banquetes ao ar livre, aparecendo de súbito vestidos com calças vermelhas e capas brancas gritando: "cães, rendam-se aos de Salé!"
Os navios ligeiros e muito manejáveis usados pelos corsários, que atuavam geralmente em grupo, adequavam-se tanto às águas costeiras ibéricas como ao desembarque furtivo e à penetração nos estuários. Os navios eram concebidos especialmente para este tipo de operações, o que lhes permitia desenvolver uma espécie de guerrilha naval nas baías e estuários do Tejo, Guadiana e Guadalquivir, onde perseguiam as numerosas embarcações de pesca. Os pescadores portugueses e espanhóis estavam constantemente em estado de alerta. Em julho de 1691, o embaixador francês em Lisboa l’Escolle relata que os saletinos «que navegam desde o estreito (de Gibraltar) até ao cabo Finisterra … apresaram um navio inglês que vinha de Cádis e vários barcos de pesca aqui (em Lisboa) nos arredores; chegaram mesmo a por os pés em terra perto do cabo de São Vicente e raptaram bastantes pessoas nas aldeias.»

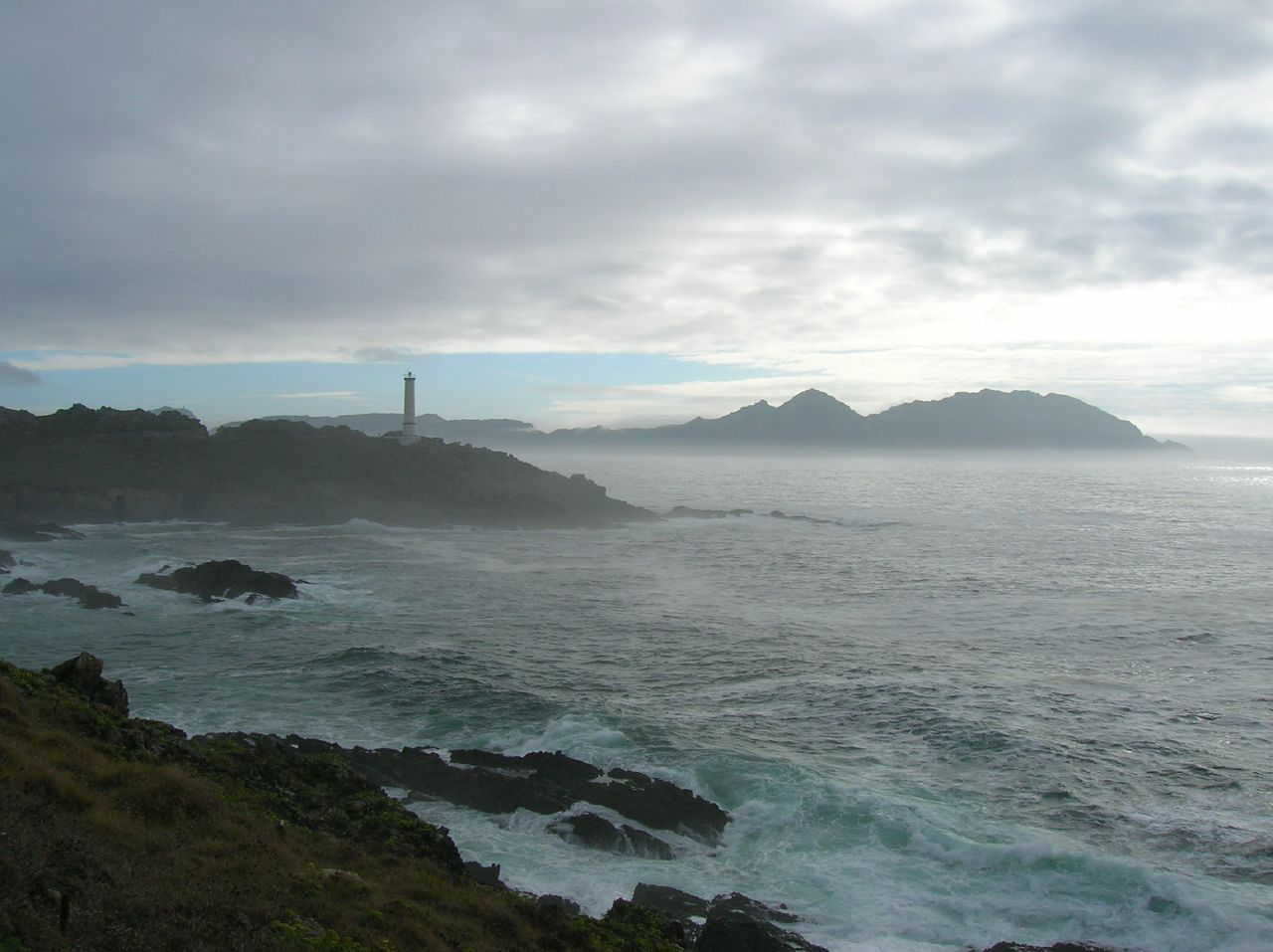
O cabo Home, perto da localidade galega de Cangas

Este movimento contínuo de razias sobre as costas ibéricas e o seu sucesso explicam-se, pelo menos em parte, com a cumplicidade eficaz da população mourisca local. Mesmo depois da expulsão definitiva em 1609, é possível que os piratas tenham contado a ter cúmplices locais, pois alguns, considerados "bons cristãos", foram autorizados a ficar. O conhecimento prático das costas ibéricas por parte dos mouriscos contribui em grande medida para tornar tão temíveis ou corsários saletinos e tetuaneses.
Os raïs ("reis", capitães) renegados ou de origem mourisca tiveram um papel fundamental e pioneiro na pirataria naquela parte do mundo no final do século XVI. Um desses capitães piratas foi Amaro Diaz, um renegado espanhol que «com diferentes estratagemas e mentiras capturou nas costas de Espanha mais de dois mil e cinco cristãos em dez anos». Amaro Diaz acabou por ser preso a bordo dum navio capturado pelo almirante holandês Michiel de Ruyter, que o levou para Málaga, onde as autoridades espanholas reclamaram a sua morte. Foi enforcado e enterrado num cemitério espanhol.
Outro pirata famoso foi o granadino Saíde Adogali, que multiplicou as expedições nas águas interiores espanholas no fim do século XVI com um grande eficácia, Sabe-se, por exemplo duma expedição de grande sucesso feita em 1573 nas costas de Almeria, e da captura de 600 cativos em Cangas, na Galiza, em 1619. Segundo o arabista francês Louis Massignon (1883–1962), foi Adogali que criou a «célebre frota corsária saletina», retomando a guerra de corso iniciada pelas gentes de Anfa e Bades.
Depois da expulsão completa dos mouriscos de Espanha, os assaltos nas costas de Espanha tornaram-se mais difíceis e arriscados porque havia menos apoio em terra. Isso tornou os ataques em alto mar mais apetecíveis e mais rentáveis, à medida que a frota saletina se foi reforçando em número e poder.

### Produto dos assaltos

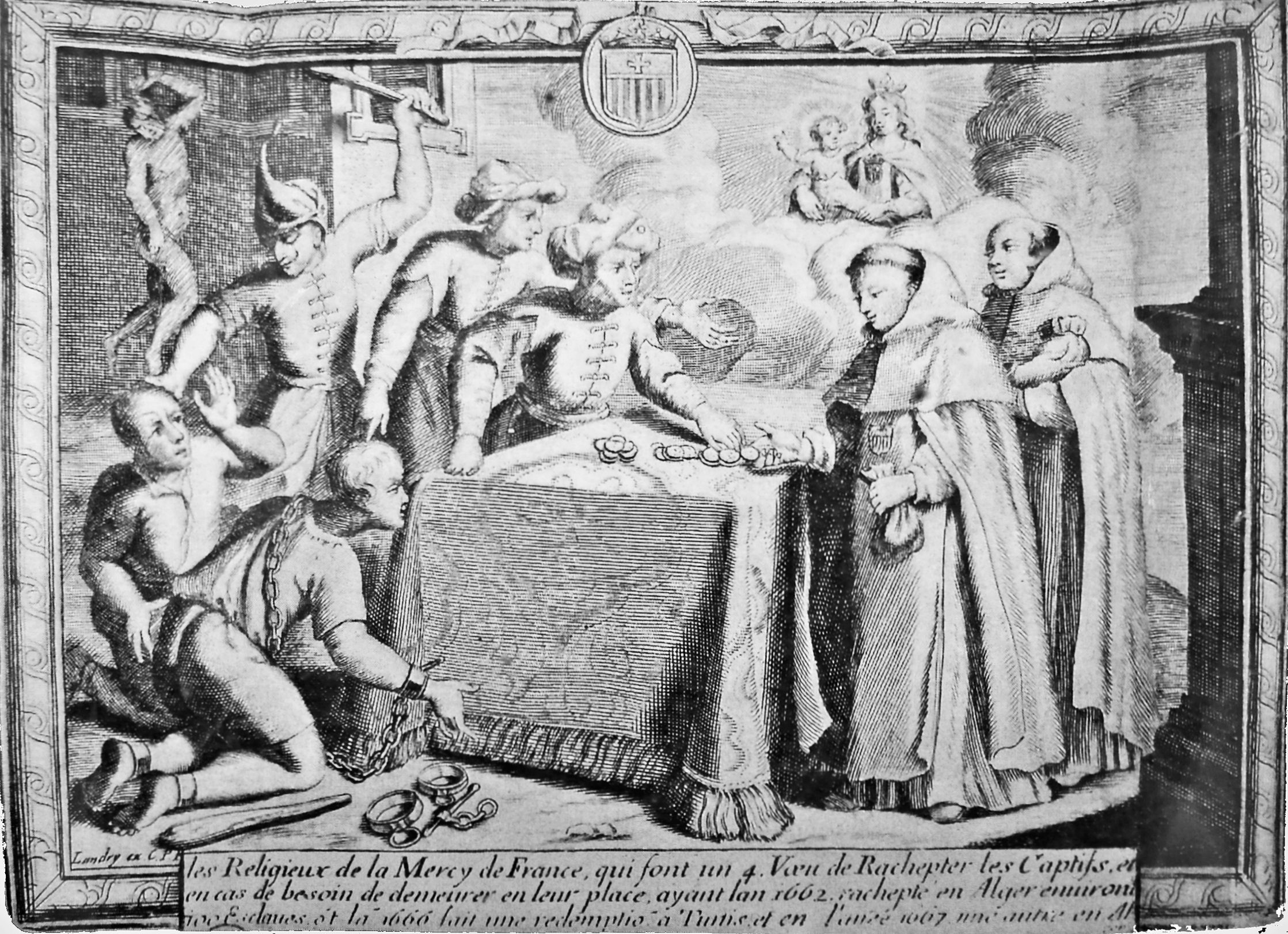
Gravura do século XVII representando a compra de cativos cristãos na Argélia por religiosos; depois de vendidos no mercado de escravos de Salé pelos piratas, os cativos eram muitas vezes resgatados por religiosos, como os mercedários e os trinitários

Os bens apresados e pessoas raptadas eram vendidos nos mercados de Salé. O escoamento das mercadorias (escravos incluídos) era feito frequentemente por traficantes instalados em Salé que os revendiam na Europa através de redes ilegais que funcionavam sobretudo em cidades como Livorno, Pisa e Génova. Os cativos eram encerrados nos matamouros (matmura, silos subterrâneos de cereais) e vendidos no mercado de escravos, situado na margem sul do Bu Regregue, ao pé da Casbá. Aquando dos leilões dos cativos, os potenciais compradores examinavam-lhes as mãos com grande atenção, pois mãos cuidadas e sem calosidades indicavam uma pessoa importante, que se podia esperar trocar mais tarde por uma resgate relevante. Foi dessa forma que o capitão do navio de Germain Moüette e a sua mãe foram vendidos por 1 500 escudos, enquanto Moüette não rendeu mais do que 360 escudos.
O produto das presas era repartido da seguinte forma:
- 10% para o divã (governo da república);
- 45% para o armador do navio, como recompensa dos riscos;
- 45% para a tripulação — os oficiais, mestre canhoneiro, piloto e cirurgião recebiam cada um três partes; o calafate, mestre de manobras e os canhoneiros recebiam duas partes cada um. Em alguns casos, o capitão era também o proprietário do seu navio, e podia assim acumular uma pequena fortuna, como aconteceu com Murad Reis (Jan Janszoon).[128]

### Relações com Inglaterra
O diplomata inglês John Harrison, que frequentava a região pelo menos desde 1610, tira imediatamente partido da independência para em maio de 1627 promover a assinatura de um tratado entre Inglaterra e o novo estado. Apesar dos problemas, dúvidas e contestação interna consequentes da relação com um estado pirata em pé de igualdade com qualquer outra nação, o rei Carlos I de Inglaterra entendia que as boas relações com os piratas de Salé eram cruciais para diminuir os prejuízos por eles causados ao tráfego marítimo inglês, que a Marinha Real se mostrava impotente para controlar. Ao mesmo tempo, os piratas constituíam um precioso aliado marítimo contra os espanhóis e renovava a cooperação já antes definida pelo tratado de aliança firmado entre Mulei Almançor e Isabel I, que entretanto havia perdido a validade devido ao estado de anarquia em que tinha caído o reino saadiano.

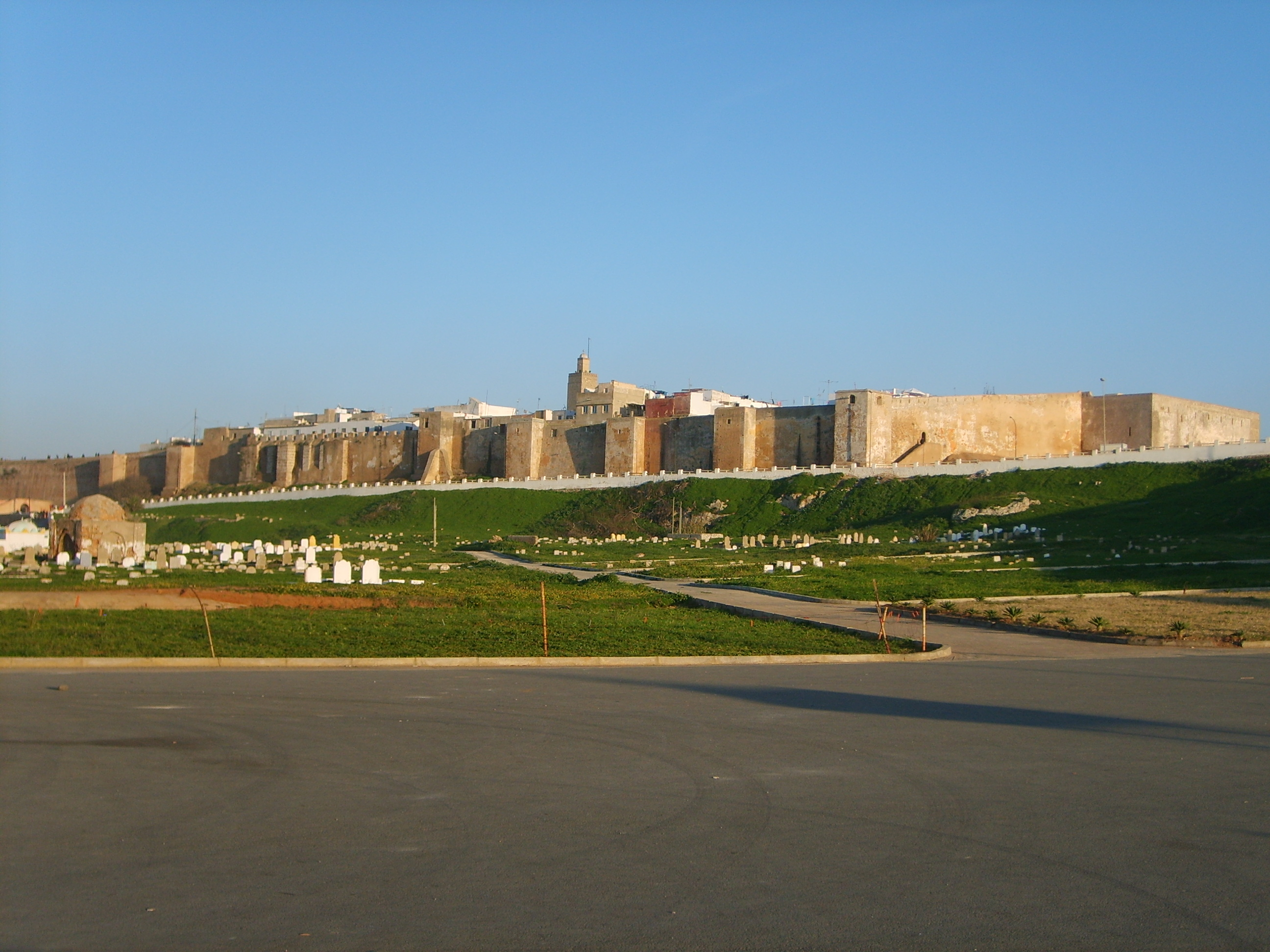
Casbá dos Uidaias, em Rabate

Harrison desembarcou em Salé na primavera de 1627, com instruções para trocar armas e munições por prisioneiros e anunciar a vontade do soberano inglês em manter boas relações com os saletinos em troca do seu compromisso em não atacar interesses ingleses apesar de, no entanto, poderem remover bens "do inimigo" de navios ingleses. O acordo estabelecia ainda autorização para que os navios de ambos os lados pudessem comerciar e abastecer-se nos portos ingleses e saletinos e que ambos os estados se apoiassem mutuamente contra os seus inimigos. No entanto, o tratado acabaria por não ser ratificado por Carlos I, devido à oposição de Henry Marten, que alegava que o governo de Salé não era mais do que uma rebelião contra o monarca reconhecido de Marrocos, pelo que tal aliança era desonrosa para Carlos. Por isso, as cartas de Carlos para Alaiaxi e os governadores de Salé eram evasivas, apesar da mensagem essencial ser amistosa.
A atitude de Inglaterra em relação aos saletinos continuou a ser de apaziguamento durante algum tempo. Em 1628, houve protestos contra alegados atos hostis por parte de alguns navios ingleses, o que levou a uma promessa de que todos os atos de violência contra navios dos portos da Barbaria, incluindo Salé, seriam punidos. Foi também exigido aos corsários ingleses que se comprometessem a não molestar tais navios.
As relações começaram a degradar-se quando terminou a guerra entre Inglaterra e Espanha, em novembro de 1630. Já antes, em agosto desse ano, os ingleses receberam queixas de «muitas ofensas cometidas por navios de Sua Majestade» contra navios de Salé, apreendendo mercadorias inglesas como compensação. A situação piorou de sobremaneira quando em maio de 1631 o corsário inglês John Maddock apresou um man-of-war saletino e o vendeu em Cádis juntamente com a tripulação, tendo os homens sido escravizados, o que provocou a fúria em Salé. Apesar do embaixador Harrison se mostrar horrorizado, aparentemente de forma genuína, e de ter descrito o ato como "de loucura", o episódio traduzia uma atitude comum entre os ingleses que tripulavam os navios mercantes mais poderosos que durante a guerra tinham sido equipados para o corso como men-of-war com um armamento tal que só era superado pelos navios mais poderosos do rei. Os corsários ingleses nem gostavam nem receavam os corsários da Barbaria que faziam escravos os marinheiros europeus.

## Os corsários de Salé na literatura

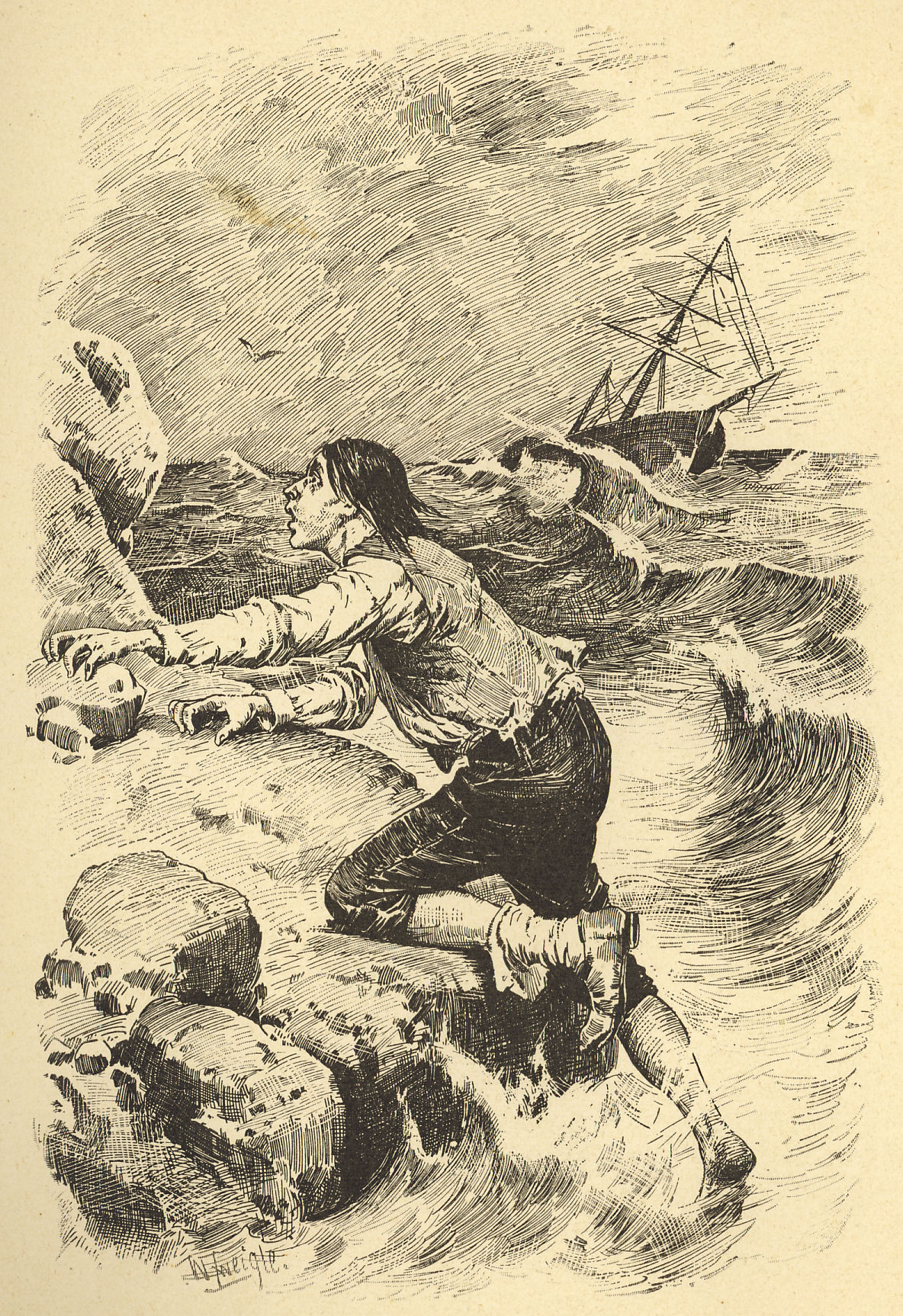
Robinson Crusoe, a vítima mais famosa dos corsários de Salé

Um dos relatos de carácter histórico mais célebres e mais completos da vida nos redutos de piratas do Norte de África no século XVII, incluindo Salé, é a obra do padre francês Pierre Dan “Histoire de Barbarie et de ses corsaires, des royaumes, et des villes d'Alger, de Tunis, de Salé et de Tripoly” ("História da Barbaria, dos seus corsários, dos reinos, e das cidades de Argel, de Tunes, de Salé e de Trípoli"), publicada em 1649. Pierre Dan foi um membro destacado da Ordem da Trindade que esteve envolvido no resgate de cativos cristãos dos piratas da Barbaria, pelo que os seus relatos são dos únicos feitos em primeira mão.
Além das obras puramente históricas, como a de Pierre Dan, a ameaça constante representada pelos corsários de Salé para as costas e navegação no Atlântico era tal que marcou a memória coletiva na Europa. A recordação mais famosa dos Sallee Rovers encontra-se no livro de Daniel Defoe, "A Vida e Aventuras Estranhas e Surpreendentes de Robinson Crusoe", na qual o protagonista é capturado pelos corsários "turcos" de Salé, para onde é levado e onde permanece como escravo de um "mouro" durante dois anos antes de conseguir fugir.
| “ | […] o nosso navio, fazendo a sua rota para as Ilhas Canárias, […] foi surpreendido, no cinzento da manhã, por um pirata turco, de Salé […] «[…] our ship, making her course towards the Canary Islands, […] was surprised, in the gray of the morning, by a Turkish rover, of Sallee […]» | ” |
|   | — Daniel Defoe. A Vida e Aventuras Estranhas e Surpreendentes de Robinson Crusoe. |   |

Mas o conhecimento que se pode ter da sorte dos prisioneiros dos corsários de Salé provém em boa parte do livro autobiográfico de Germain Moüette "Relato do cativeiro do Senhor Moüette nos reinos de Fez e de Marrocos, onde esteve onze anos", publicado em 1683. Capturado pelos corsários de Salé com 19 anos de idade, vendido em leilão como escravo, Moüette teve vários amos e exerceu diferentes ofícios durante os onze anos de cativeiro, até ser resgatado em Mequinez por frades mercedários. De volta a França, escreveu o relato das suas aventuras, uma fonte tão importante sobre a vida dos cativos cristãos como da vida quotidiana de Marrocos da época, pois Moüette aprendeu árabe e castelhano e serviu-se disso para se informar sobre o mundo que o rodeava.